# Gedächtniskirche der Protestation (Speyer)

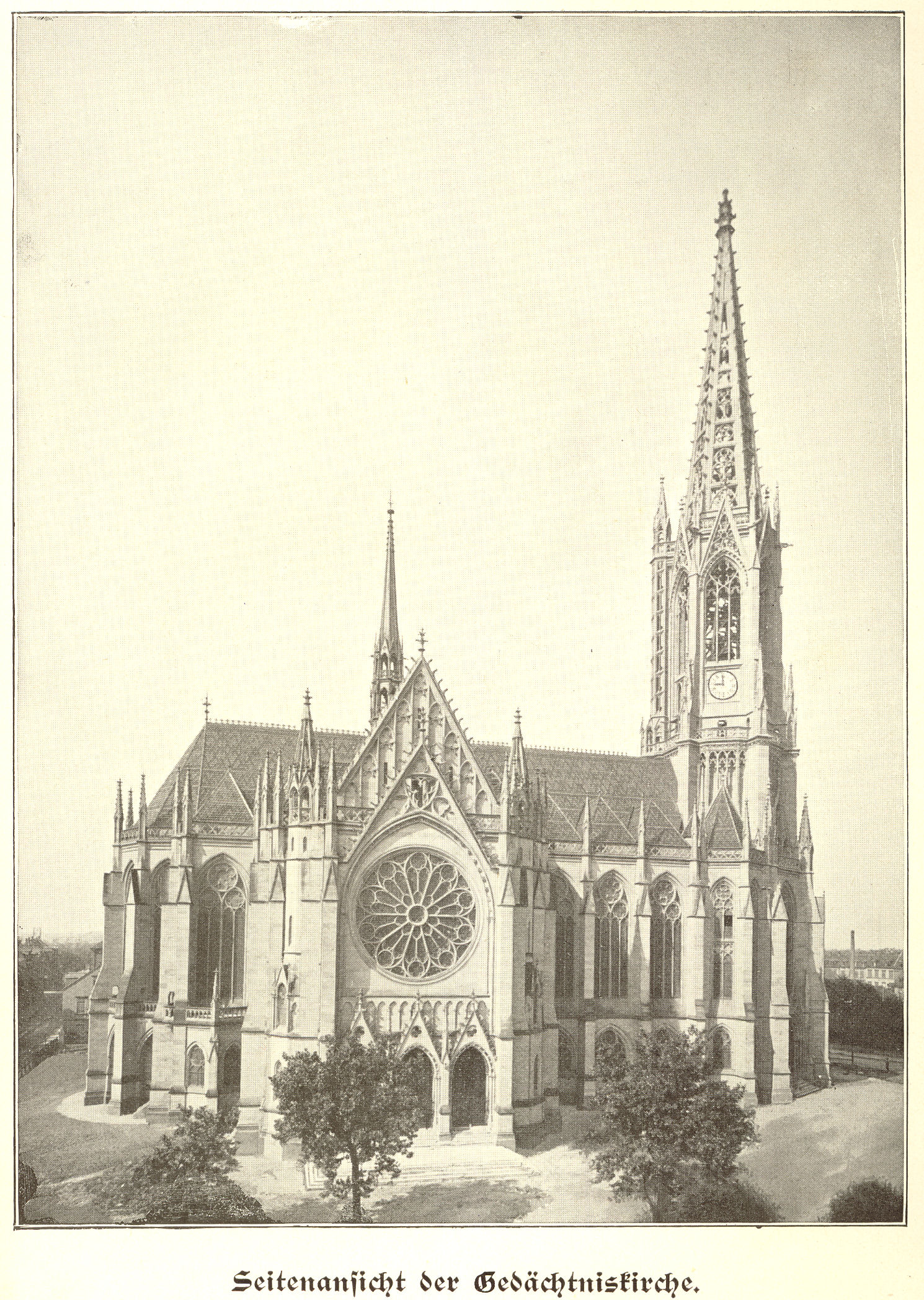
Seitenansicht der Gedächtniskirche der Protestation Speyer

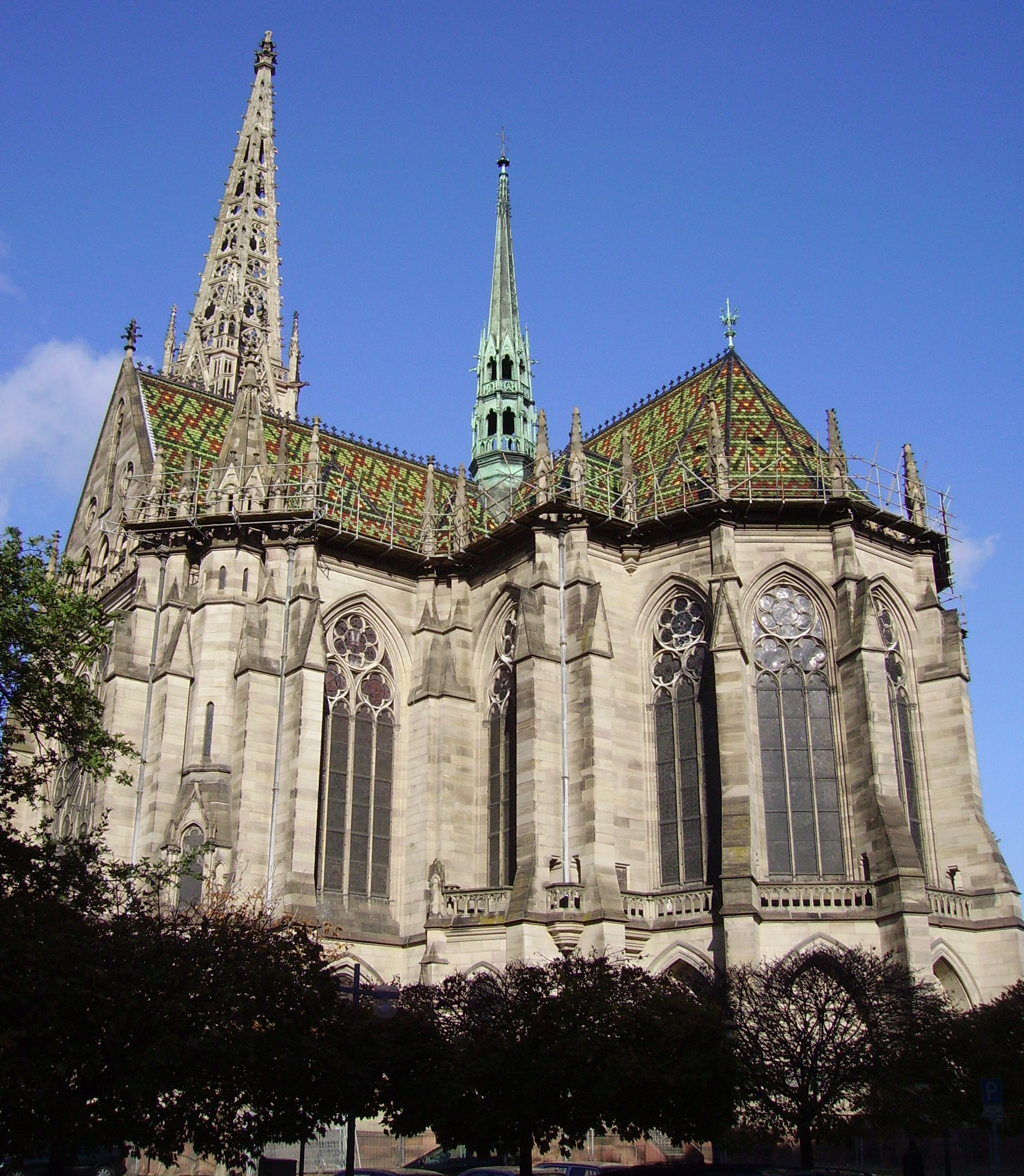
Gedächtniskirche von Südosten

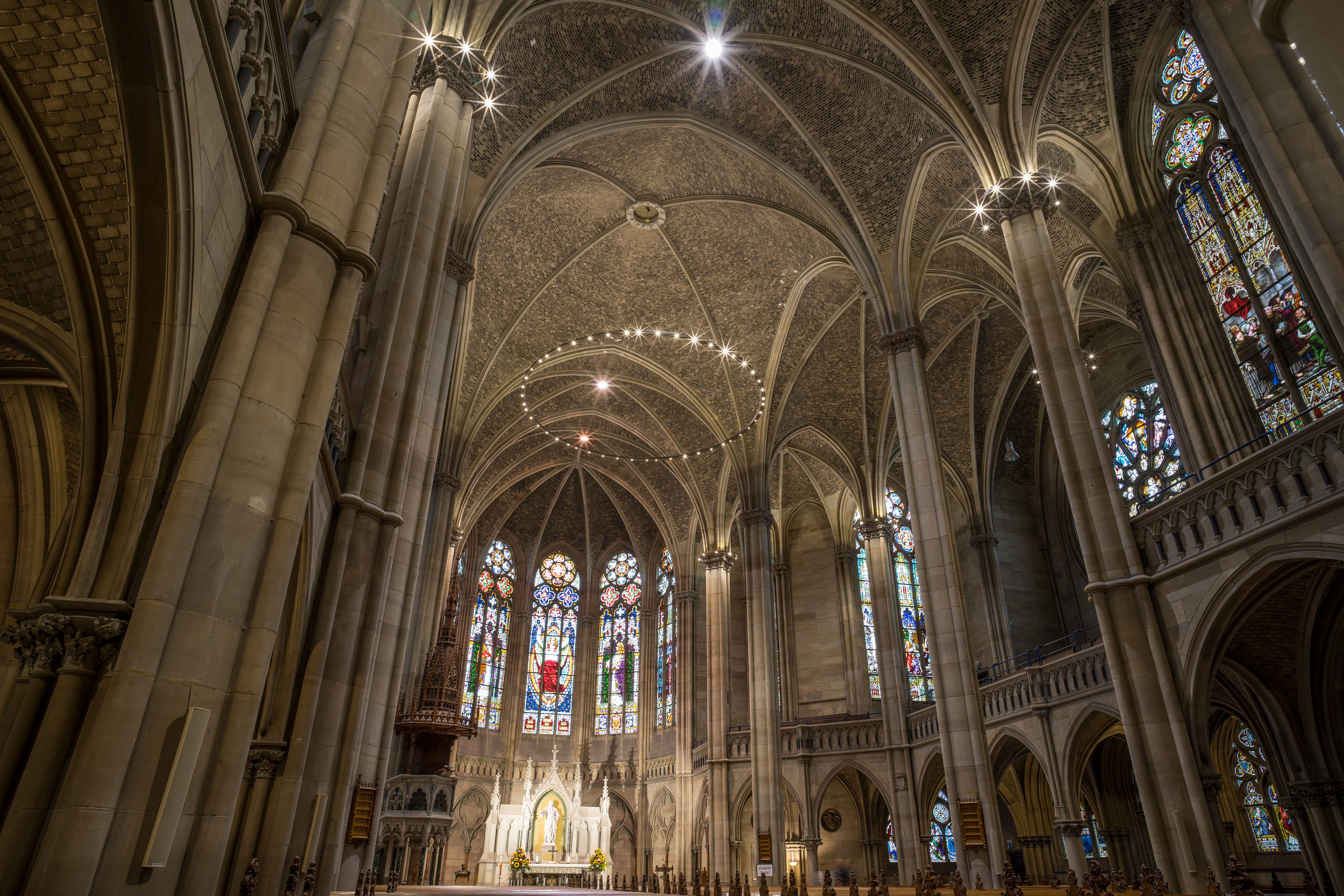
Innenansicht

Die Gedächtniskirche der Protestation (oft kurz Protestationskirche) in Speyer wurde in den Jahren 1893 bis 1904 zur Erinnerung an die im Jahre 1529 auf dem Reichstag zu Speyer erfolgte Protestation zu Speyer errichtet. Ihr Turm ist mit 100 m der höchste Kirchturm der Pfalz und der höchste deutsche Kirchturm im Bereich links des Mittel- und Oberrheins.

## Gedächtnisgrund: Protestation 1529

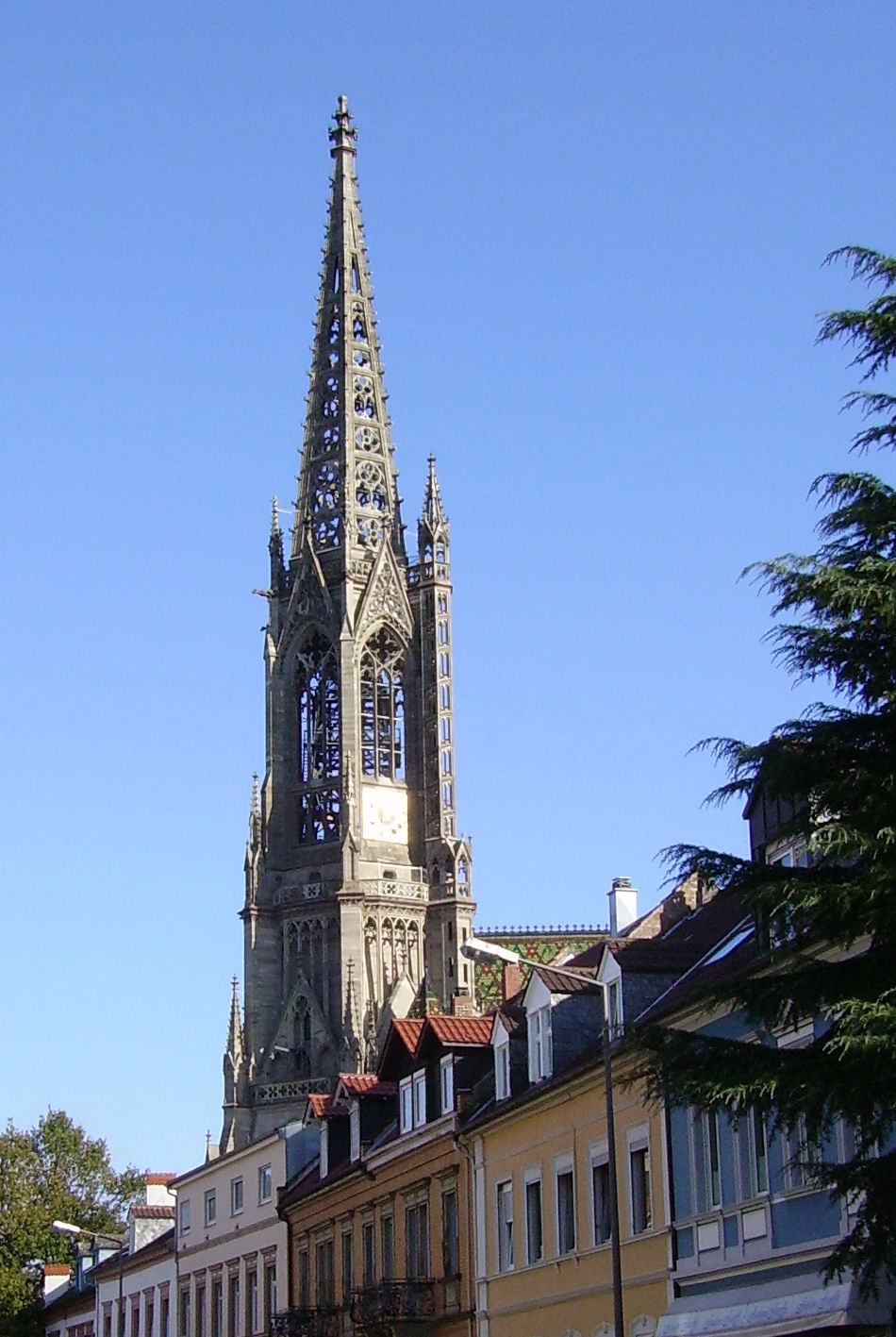
Turm

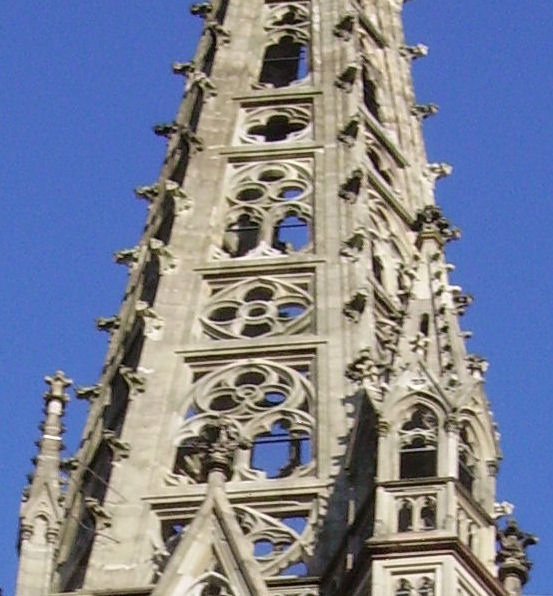
Turm

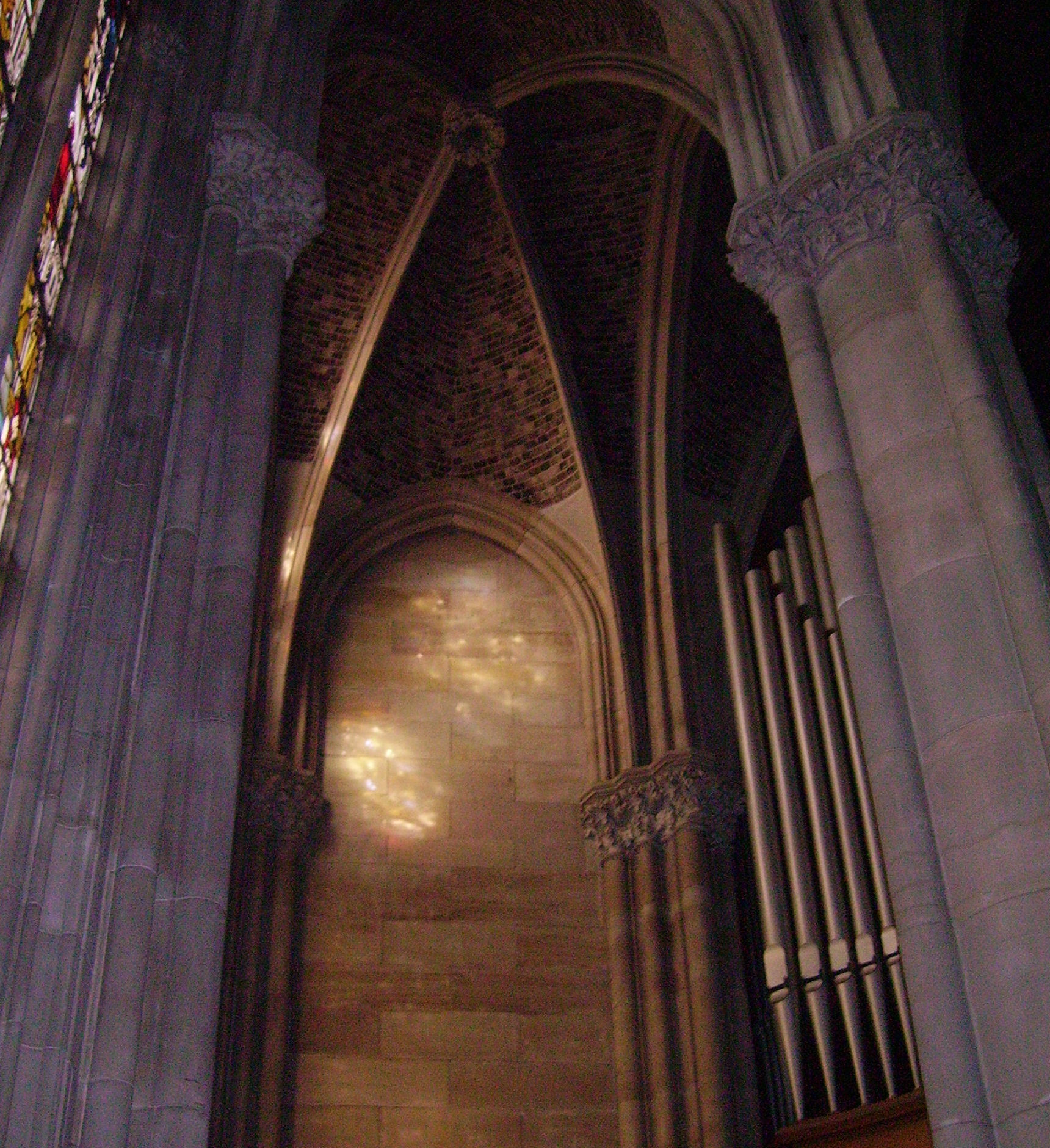
Farbspiel im Inneren

Auf dem Reichstag zu Speyer im Jahr 1529 wollten die Fürsten, die Luthers Lehre anhingen, sich nicht damit abfinden, dass durch eine Abstimmung über die Religionszugehörigkeit entschieden werden sollte. Sie äußerten ihren Widerstand in der Protestation zu Speyer, daher der Begriff Protestant. Dieses Ereignis führte zu der Trennung der christlichen Konfessionen in katholisch und protestantisch.

### Idee zum Kirchenbau
Im ausgehenden 19. Jahrhundert, zur Zeit des Kulturkampfes, waren die Beziehungen zwischen Protestanten und Katholiken infolge der Verkündung des Dogmas der päpstlichen Unfehlbarkeit und des Papstprimats auf dem ersten vatikanischen Konzil stark belastet. Diese Auseinandersetzungen hatten ihre Auswirkungen auch auf den Kirchenbau. Die Gedächtniskirche sollte eine Hauptkirche der gesamten protestantischen Christenheit werden, ein Ziel, das viel zu hoch gegriffen war. Die Gedächtniskirche ist in Deutschland kaum bekannt und noch weniger im Ausland. Auch unter den Protestanten waren die Meinungen nicht einhellig, deshalb vergingen zwischen der ersten Idee und der Grundsteinlegung der Gedächtniskirche mehr als 35 Jahre mit teilweise heftigen Diskussionen.
Der Bau der Gedächtniskirche war eine Reaktion auf die bauliche Erneuerung und Ausmalung des Speyerer Doms durch Johann von Schraudolph in den Jahren 1846 bis 1856. Ursprünglich sollte die Dreifaltigkeitskirche unweit des Doms renoviert werden, dann aber fiel die Entscheidung, anstelle der Instandsetzung dieser aus der Barockzeit stammenden Kirche einen Neubau in Angriff zu nehmen.

## Errichtungsort, Baustil, Architekten
Zunächst sollte die geplante Reformationskirche am Retscher, der Ruine eines Adelspalais der Familie Retschelin neben der Dreifaltigkeitskirche, errichtet werden. Hier, so glaubte man, habe der Reichstag von 1529 stattgefunden. Zur Errichtung der sogenannten Retscher-Kirche wurde ein Bauverein gegründet, der mit Genehmigung des bayerischen Königs Maximilian II. im Jahr 1857 mit einem Spendenaufruf an die Öffentlichkeit trat. Die Geldspenden waren jedoch vorerst recht gering, denn die Protestanten mussten zur gleichen Zeit das Lutherdenkmal in Worms finanzieren, das 1868 im Beisein des preußischen Königs und späteren Kaisers Wilhelm I. und des Kronprinzen Friedrich Wilhelm (später Kaiser Friedrich III.), enthüllt wurde. Bei diesem Ereignis knüpfte die Speyerer Gemeinde ersten Kontakte mit dem preußischen Königshaus, die später von erheblicher Bedeutung sein sollten.
Nachdem sich herausgestellt hatte, dass die Reichsversammlung von 1529 nicht im sogenannten Retscher getagt hatte, war man mit dem Neubauprojekt nicht mehr an die Altstadt gebunden. 1883 wurde vom Verein zur Erbauung der Gedächtniskirche der Protestation von 1529 der Bauplatz der heutigen Kirche bestimmt. Die Verkündung des Dogmas der päpstlichen Unfehlbarkeit im Jahr 1870 und die Gründung des Deutschen Reichs unter einem evangelischen Kaiser im Jahr 1871 gaben dem Projekt neuen Auftrieb.
Die Protestationskirche sollte nicht hinter dem Dom zurückstehen. Deshalb musste eine Bauform gefunden werden, die ganz anders als der romanische Dom war. In dem dazu ausgeschriebenen Architekturwettbewerb gingen 45 Entwürfe von Architekten aus dem ganzen Deutschen Reich ein. Die fünf Entwürfe, die in die engere Wahl kamen, propagierten alle den neugotischen Baustil. Im November 1884 siegte die Architektengemeinschaft von Julius Flügge mit Carl Nordmann in Essen, die Gemeinschaftsarbeit von Johannes Vollmer und Fernando Lorenzen errang den zweiten Preis.

## Finanzierung und Architektur

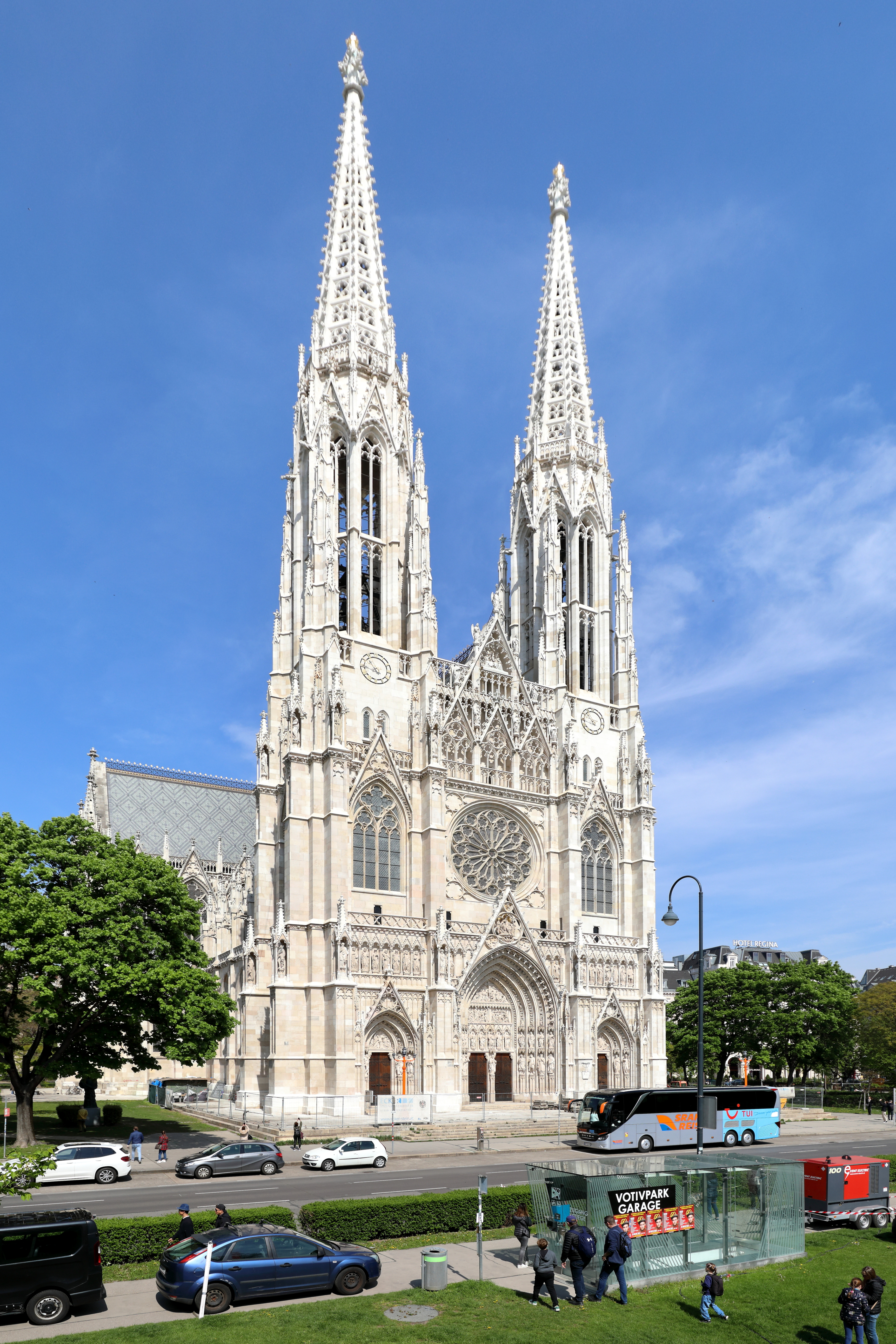
Votivkirche in Wien

Als die Gelder für den Bau 1890 noch nicht beisammen waren, wandte sich der Bauverein an den protestantischen Kaiser Wilhelm II., der versprach, für die Fertigstellung der Kirche zu sorgen. Am 24. August 1893 fand die Grundsteinlegung statt. Nach elfjähriger Bauzeit konnte die Gedächtniskirche am 31. August 1904 eingeweiht werden.
Die Gedächtniskirche vertritt die doktrinäre Neugotik. Sie verwendet verhältnismäßig reine historische Formen und entlehnt ihr Formenvokabular den gotischen Kathedralen. Vorbilder der Gedächtniskirche waren aber vor allem die Kirchen der Wiener Neugotik. Besonders hervorzuheben ist hierbei die 1856 bis 1879 errichtete Wiener Votivkirche sowie der in seiner architektonischen Ausrichtung sehr ähnliche, aber wesentlich größere Mariä-Empfängnis-Dom in Linz (Grundsteinlegung 1862).

### Maße
- Gesamtlänge von Kirche und Turm: 72 m
- Gesamtlänge des Kircheninnern: 51 m
- Breite im Langhaus: 24 m
- Breite im Querhaus: 45 m
- Dachfirsthöhe: 35 m, mit Dachreiter 57 m
- Überbaute Grundfläche (innen): 1200 m²
- Gewölbehöhe im Mittelschiff: 22 m, in der Vierung: 24 m, in den Seitenschiffen: 20 m
- Turmhöhe: 100 m

### Lage
Die Gedächtniskirche liegt im Südwesten der Stadt Speyer außerhalb der alten Stadtmauer vor dem ehemaligen Landauer Tor, wo im 19. Jahrhundert eine neue Vorstadt mit Wohnbauten im Stil der Gründerzeit entstand. Der Bau steht frei wie der Speyrer Dom im Osten der Stadt.

### Baumaterialien und Gestaltung

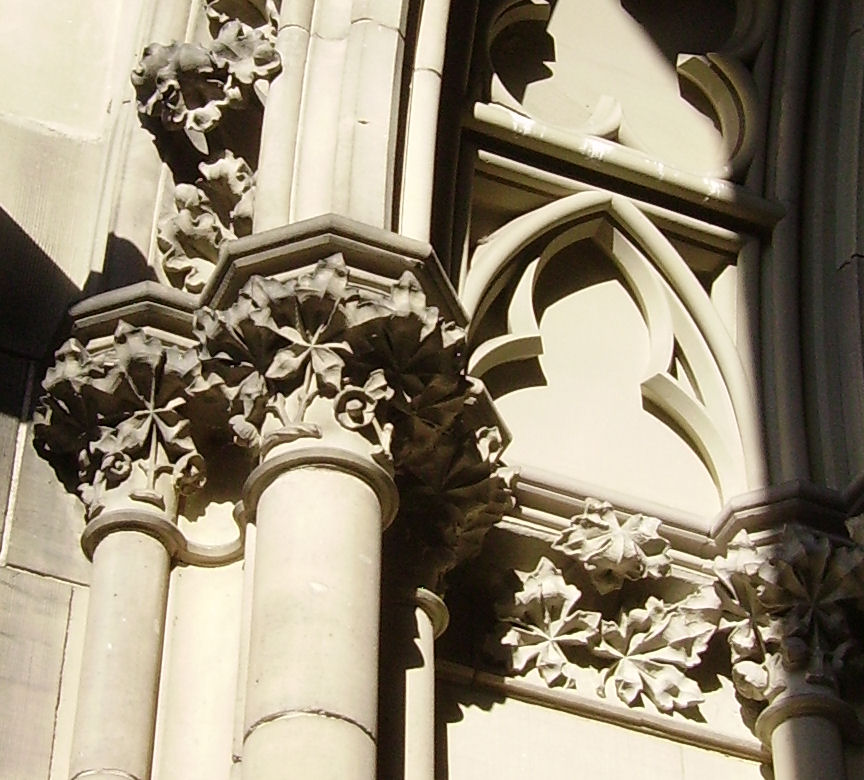
Baumaterial

Bei der Auswahl der Bausteine ließ man besondere Sorgfalt walten. Verschiedene Steinbrüche wurden geprüft. Der für den Sockel verwendete Weidenthaler Rotsandstein konnte für den Weiterbau nicht verwendet werden, da er zu sehr mit Kieseln durchsetzt und für Bildhauerarbeiten nicht geeignet war. Außerdem befürchtete man, dass der rote Stein durch Witterungseinflüsse bald nachdunkeln werde, während der gewählte weiß-graue Vogesen-Sandstein seine helle Farbe behalten und nur leicht patiniert wirken würde. Die Steine aus Lauterecken konnten nicht verwendet werden, weil dort die Schichten zu niedrig und daraus keine großen Quader zu hauen waren. Insgesamt wurden 6622 Kubikmeter Bruchsteine geliefert, neben 1935 Kubikmetern Mauersteine.
Bei der Bedachung wurde auf ein Schieferdach verzichtet, da dieses häufige Reparaturen erfordert. Stattdessen wurde das Dach mit glasierten Ziegeln gedeckt, die mit Kupferdraht fixiert wurden.
Die Gedächtniskirche ist eine dreischiffige, gewölbte Halle über dem Grundriss eines lateinischen Kreuzes. Die Gewölbe sind wegen des geringeren Gewichtes aus künstlichem Tuffstein gemauert. Vor dem kurzen Langhaus steht der mächtige 100 m hohe Glockenturm, seit 1904 der höchste Kirchturm der Pfalz, in seinem Erdgeschoss die Gedächtnishalle. Der Turm ist bis zum Helm 57 m hoch, der Turmhelm misst nochmals 43 m.
Die Fassaden sind ohne feste Kontur. Es dominiert die im Sinn der Hochgotik aufgespaltene Form, die keine größere Flächen stehen lässt, sondern den ganzen Baukörper in einem Wechsel von Strebepfeilern und Fensterwänden umgibt. Die Dächer sind mit verschiedenfarbig glasierten Ziegeln gedeckt, die ein kleinteiliges Rautenmuster bilden.

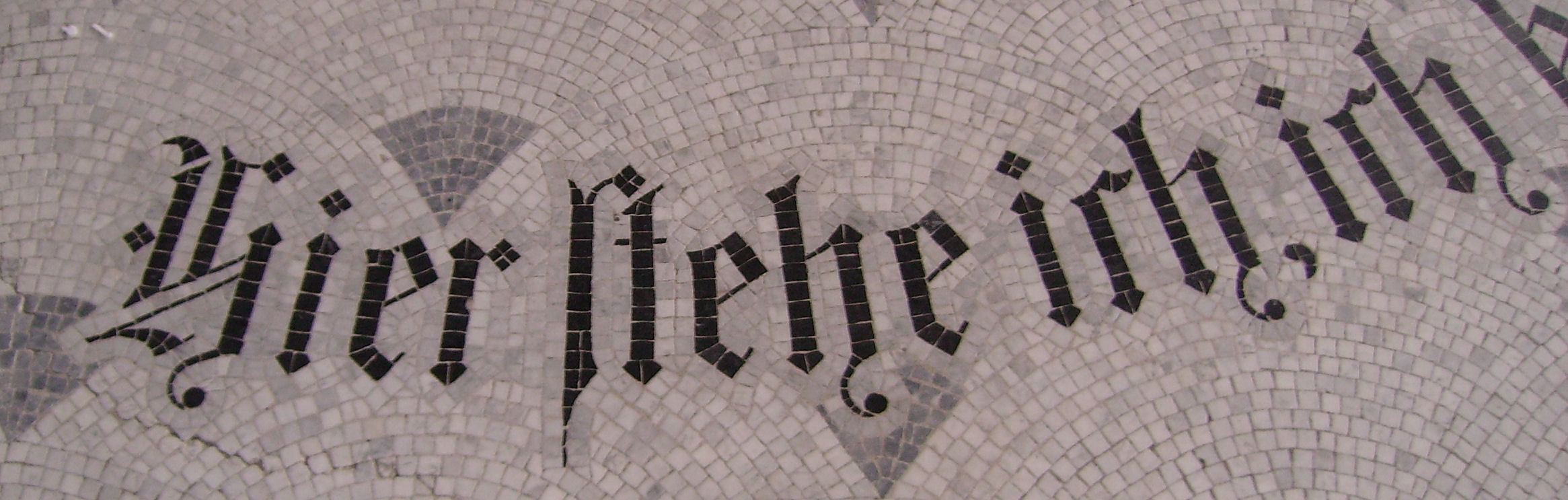
Hier stehe ich …

### Gedächtnishalle

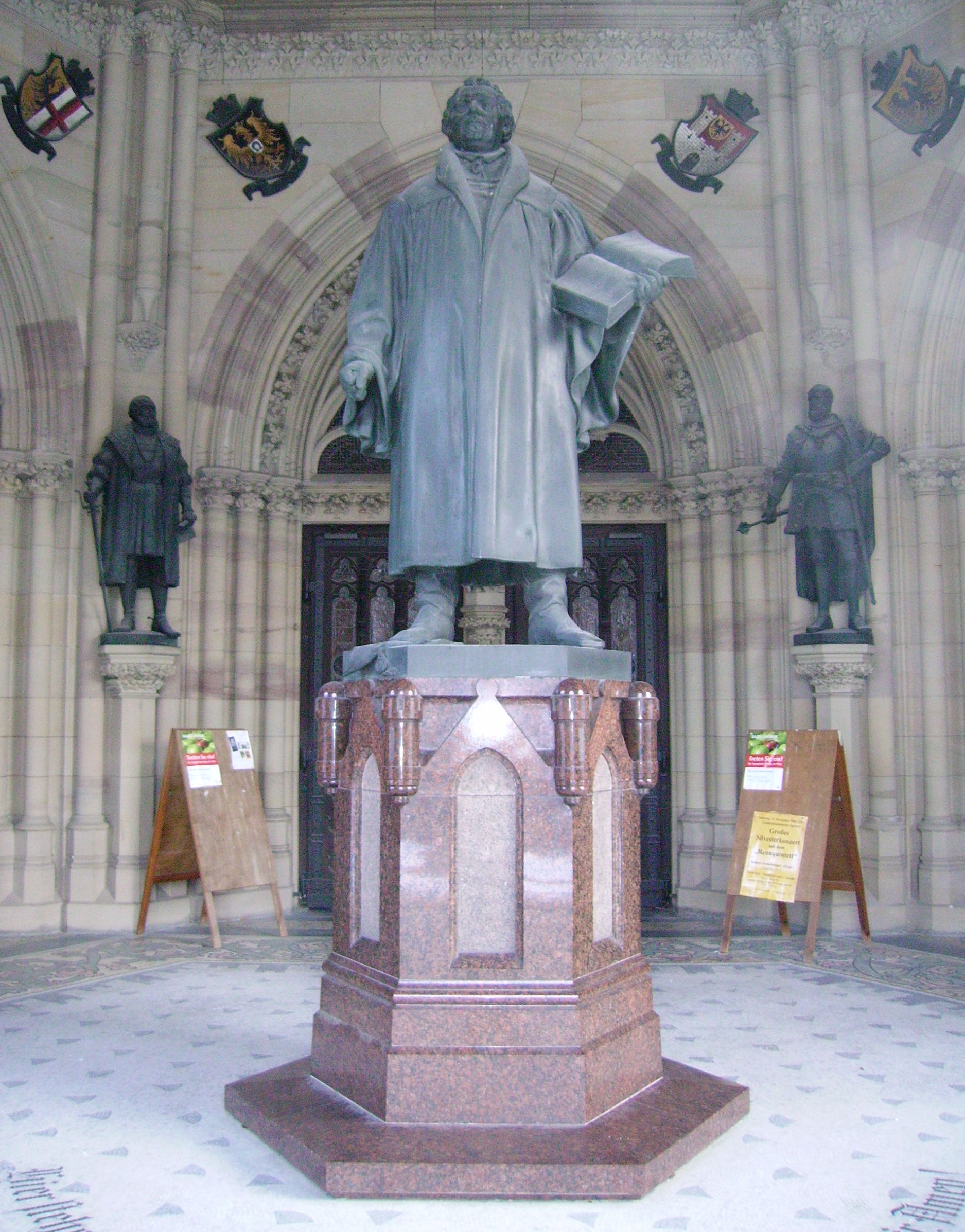
Lutherdenkmal

Im Erdgeschoss des Turms ist die Gedächtnishalle untergebracht. Diese hat wie der Turm einen sechseckigen Grundriss. Die Anlage der Gedächtnishalle vor dem Haupteingang ist bewusst gewählt. Denn an keiner anderen Stelle konnte man die Zeugen der Protestation, deren Statuen nicht im Kircheninnern aufgestellt werden durften, dem Kirchenbesucher besser vor Augen führen.
In der Mitte der Gedächtnishalle steht auf einem Sockel aus schwedischem Granit das Bronze-Standbild Martin Luthers, eine Stiftung der deutsch-amerikanischen Lutheraner. Luther hält in der Linken die aufgeschlagene Bibel und ballt die Rechte zur Faust; mit dem rechten Fuß zertritt er die päpstliche Bannbulle. Die in den Boden eingelassene Inschrift (Hier stehe ich, ich kann nicht anders, Gott helfe mir. Amen!) verdeutlicht, dass hier an Luthers Auftreten vor dem Reichstag von Worms im Jahr 1521 gedacht ist.
Auf sechs Postamenten stehen die von Max Baumbach geschaffenen Statuen der Fürsten, die am 19. April 1529 auf dem Speyerer Reichstag protestiert haben:
1 Kurfürst Johann der Beständige von Sachsen
2 Herzog Ernst von Braunschweig-Lüneburg
3 Herzog Franz von Braunschweig-Lüneburg
4 Fürst Wolfgang von Anhalt
5 Markgraf Georg von Brandenburg-Ansbach
6 Landgraf Philipp von Hessen
In den Schnittpunkten der Gewölberippen befinden sich die Wappen der Unterzeichner. In den Bogenzwickeln der Nebenportale hängen die Wappen der vierzehn Reichsstädte, die sich der Speyerer Protestation anschlossen (Heilbronn, Isny, Kempten, Konstanz, Lindau, Memmingen, Nördlingen, Nürnberg, Reutlingen, St. Gallen, Straßburg, Ulm, Weißenburg, Windsheim).

### Hauptportal

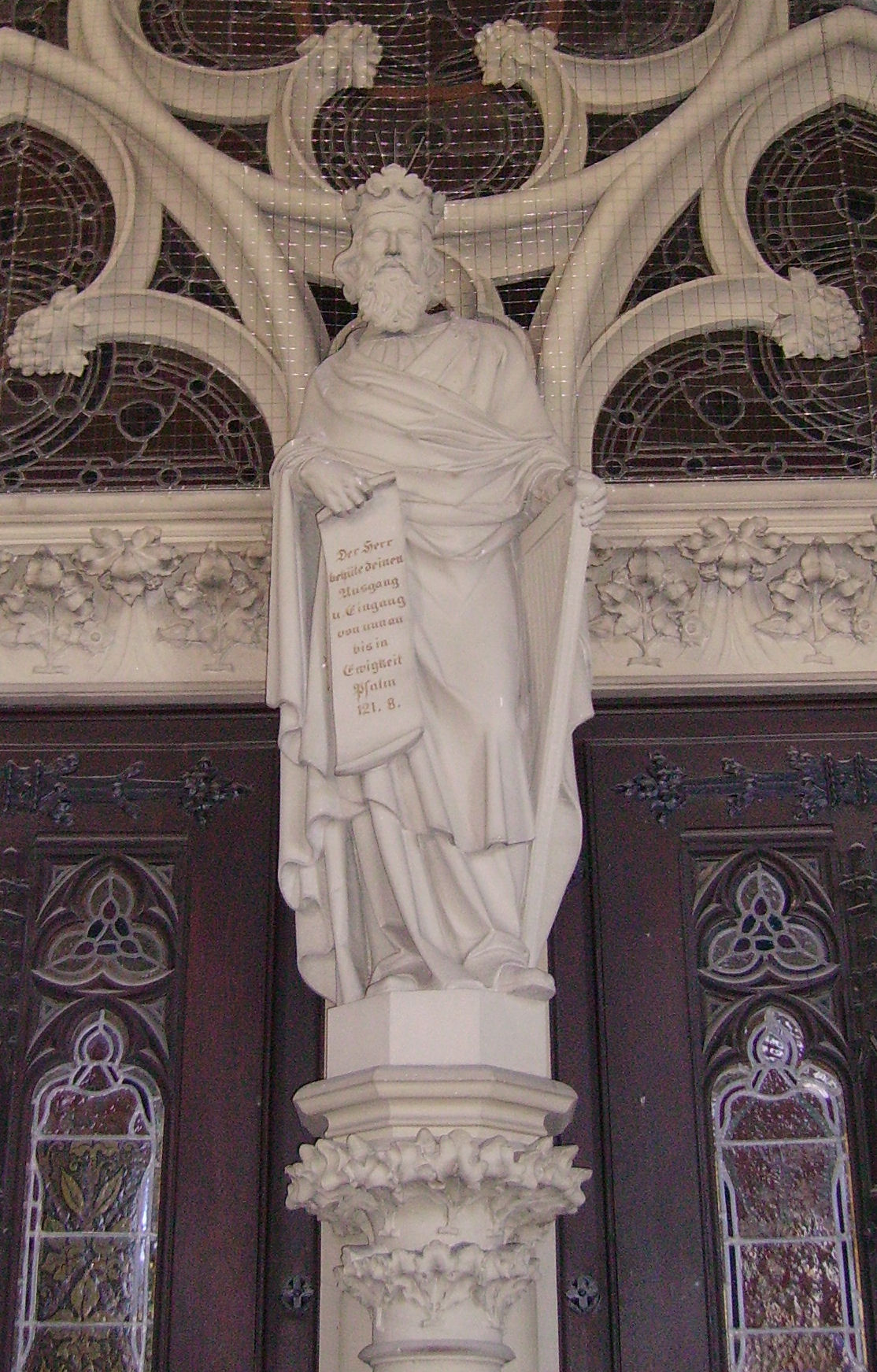
David

Das zweiteilige Hauptportal zeigt am Mittelpfosten die Sandsteinfigur von König David mit der Harfe, der die Kirchenbesucher mit einem Psalmwort auf einer Textrolle begrüßt und außerdem auf die besondere Bedeutung der Musik in den protestantischen Kirchen aufmerksam macht:
„Der Herr behüte deinen Ausgang u. Eingang von nun an bis in Ewigkeit“ Psalm 121.8
An der Innenseite des Portals steht ein Engel mit geöffnetem Buch, der die hinausgehenden Kirchenbesucher an die Bewahrung von Gottes Wort erinnern soll:
„Selig, die Gottes Wort hören u. bewahren“

### Innenraum
Der Innenraum der Kirche ist eine in allen Teilen kreuzrippengewölbte Halle, die stark zum Zentralraum tendiert. Der zweigeschossige Aufriss des Inneren ist durch die Empore bedingt, die den Raum fast ganz umläuft und lediglich in der Apsis fehlt. Grundrisse mit kurzem Schiff und Anlage als Emporenhalle sind im protestantischen Kirchenbau weit verbreitet und mit der besonderen Bestimmung der Kirche als Predigtraum zu erklären. Deshalb vermied man aus akustischen Gründen große Kirchenschiffe und schuf Platz für eine größere Zuhörerschaft mit Emporen.
Von einer mittelalterlichen Kathedrale unterscheidet sich das Kircheninnere durch den Verzicht auf Verputz und Bemalung. Quader, Pfeiler, Gewände, Gewölberippen und Maßwerke sind ebenso sichtbar belassen; alle Farbigkeit bleibt der Glasmalerei vorbehalten.

## Ausstattung

### 36 Glasfenster

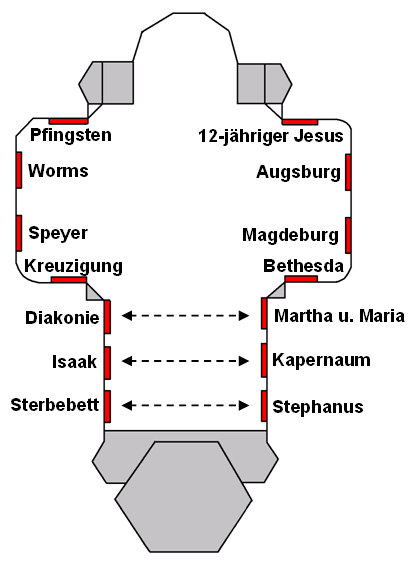
Fenster im Erdgeschoss

Wie bei gotischen Kathedralen sind die farbig gestalteten Fensterwände elementarer Bestandteil des Baues, über dessen Bedeutung sie Aufschluss geben. Die Fenster kommen aus neun bekannten Ateliers in verschiedenen Städten des damaligen Deutschen Reiches. Alle 36 Fenster sind im Stil des Historismus geschaffen.
Die Hochfenster in der Apsis, die Karl de Bouché schuf, stiftete das letzte deutsche Kaiserpaar, Wilhelm II. und seine Frau Auguste Viktoria. Aus diesem Grund heißt der Altarraum auch Kaiser-Chor. Die sieben Engelköpfe in den drei mittleren Fenstern sind Porträts der Kaiserkinder. Wilhelm II. sagte deshalb über diese Darstellung seiner Kinder:
„Früher war’n dat mal sieben Bengelchen, heute sind es Engelchen.“

#### Fenster im Erdgeschoss

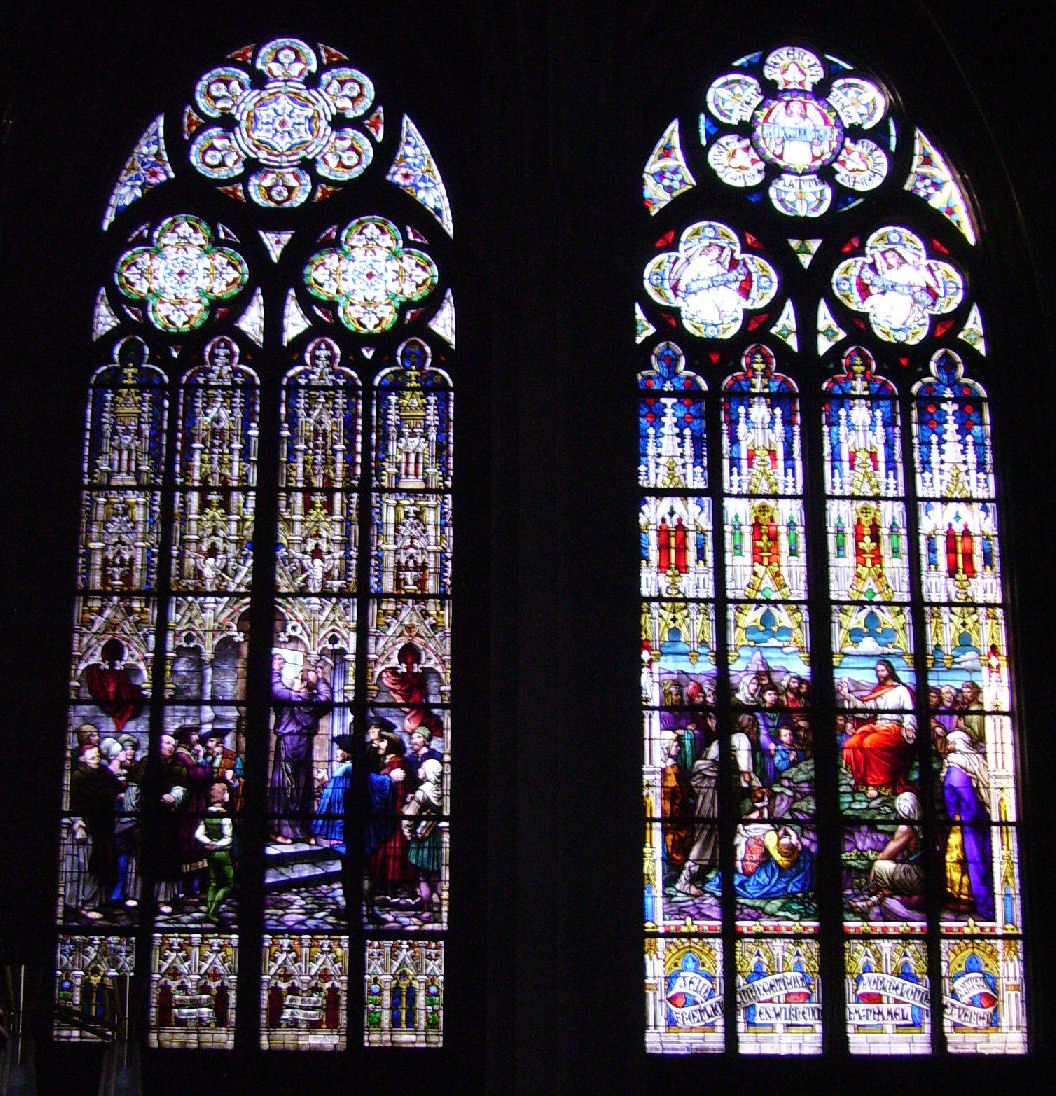
Thesenanschlag und Bergpredigt

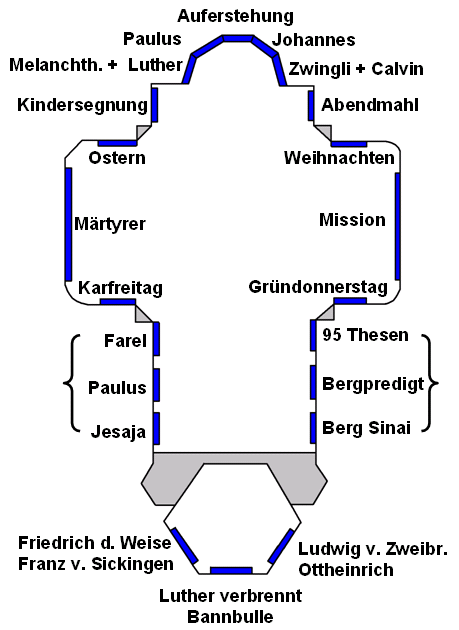
Fenster im Emporengeschoss

1. Das Sterbebett einer Christin steht symbolisch für die Grundtugend der Hoffnung und entspricht auf der rechten Seite der Darstellung des Märtyrers Stephanus.
2. Die Opferung des Isaak durch seinen Vater Abraham steht symbolisch für die Grundtugend des Glaubens. Dieses Fenster entspricht auf der rechten Seite der Darstellung des Hauptmanns von Kafarnaum.
3. Die Tätigkeit von Diakonissen steht symbolisch für die Grundtugend der Liebe und dem diakonischen Wirken. Dieses Fenster entspricht auf der rechten Seite der Darstellung von Maria Magdalena und Martha, die Jesus bewirten.
4. Grablegung Jesu
5. Die Darstellung des protestierenden Speyers mit Johann von Sachsen und Jakob Sturm von Sturmeck erinnert an die Protestation zu Speyer im Jahr 1529, den eigentlichen Anlass zum Bau der Gedächtniskirche.
6. Die Darstellung des trotzenden Worms mit Georg von Frundsberg und dem Landgrafen Philipp von Hessen erinnert an Martin Luthers Auftritt vor dem Reichstag zu Worms im Jahr 1521.
7. Pfingsten
8. Die Darstellung des zwölfjährigen Jesus im Tempel steht im Zusammenhang mit der Gelehrsamkeit Melanchthons im benachbarten Fenster.
9. Die Darstellung des bekennenden Augsburgs mit dem Wortführer Philipp Melanchthon und dem Kanzler Christian Beyer erinnert an die Confessio Augustana von 1530 und ihre Verlesung durch Christian Beyer.
10. Die Darstellung des trauernden Magdeburgs mit dem schwedischen König Gustav Adolf und dem Magdeburger Domprediger Reinhardt Bake erinnert an die Zerstörung der Stadt Magdeburg im Dreißigjährigen Krieg durch Tilly.
11. Jesus heilt den Kranken am Teich Bethesda ist eines der Heilungswunder Jesu.

Die ersten drei seitlichen Fenster nach dem Hauptportal symbolisieren Glaube, Hoffnung und Liebe, die Grundwerte des Christentums:
- Jesus bei Maria Magdalena und Martha ist ein Beispiel für Nächstenliebe.
- Der römische Hauptmann von Kafarnaum ist ein Beispiel für Glaubensstärke.
- Die Steinigung des Stephanus erinnert an den ersten christlichen Märtyrer.

#### Fenster in der Turmhalle
Die Großfenster über den drei Portalen zeigen in der Mitte Luther, in den beiden seitlichen Fenstern Förderer der Reformation.
1. Herzog Ludwig II. von Pfalz-Zweibrücken und Kurfürst Ottheinrich von der Pfalz. Herzog Ludwig II. von Pfalz-Zweibrücken nahm als junger Mann am Wormser Reichstag von 1521 teil und unterstützte die lutherische Lehre. Er trug dazu bei, dass 1529 das Marburger Religionsgespräch zustande kam. Kurfürst Ottheinrich pflegte Kontakt zu Philipp Melanchthon und sorgte dafür, dass die Reformation in Heidelberg und in der Kurpfalz fortgesetzt wurde.
2. Luther verbrennt die Bannbulle des Papstes im Jahr 1520. Papst Leo X. erließ 1520 die Bannandrohungsbulle Exsurge Domine, in der er Luther wegen Ketzerei anklagte. Luther verweigerte seinen Widerruf und verbrannte – als Gegenreaktion auf die Verbrennung seiner Schriften – Bücher seiner Gegner, Bände des Kanonischen Kirchenrechts und die Bannandrohungsbulle. Mit dieser öffentlichen Verbrennung war der Bruch mit der römischen Kirche besiegelt.
3. Kurfürst Friedrich der Weise von Sachsen und Franz von Sickingen. Friedrich der Weise war nicht nur der Landes- und Schutzherr Luthers, sondern auch Gründer der Wittenberger Universität. Franz von Sickingen war Anführer der deutschen Reichsritter und Freund Ulrich von Huttens. Er selbst bezeichnete seinen Ritteraufstand gegen den Trierer Erzbischof als „Heerzug für Christi Ehre gegen die Feinde der evangelischen Wahrheit“.

#### Fenster im Emporengeschoss

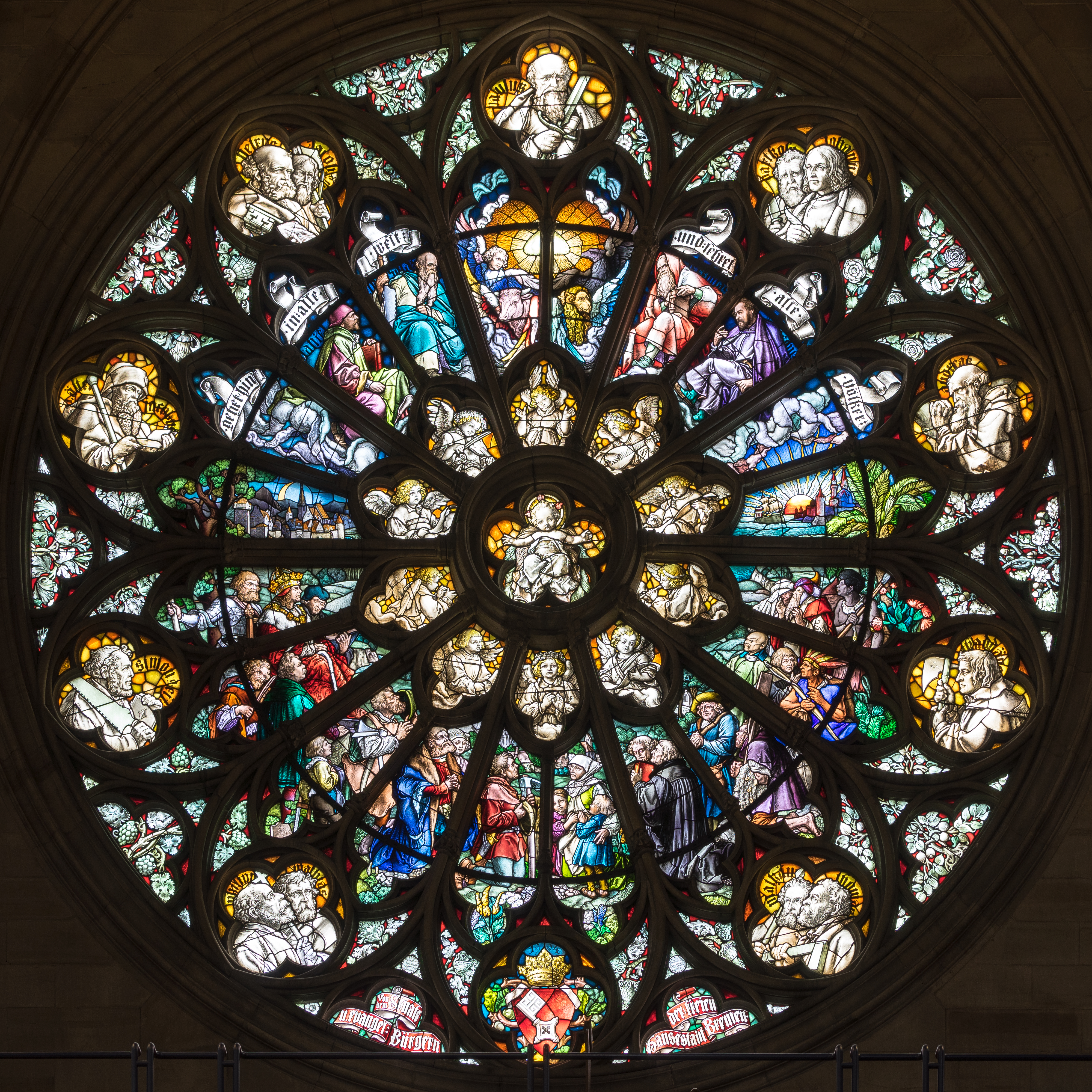
Rechte Querhausrose, das sog. Missionsfenster (Durchmesser: 10 Meter)

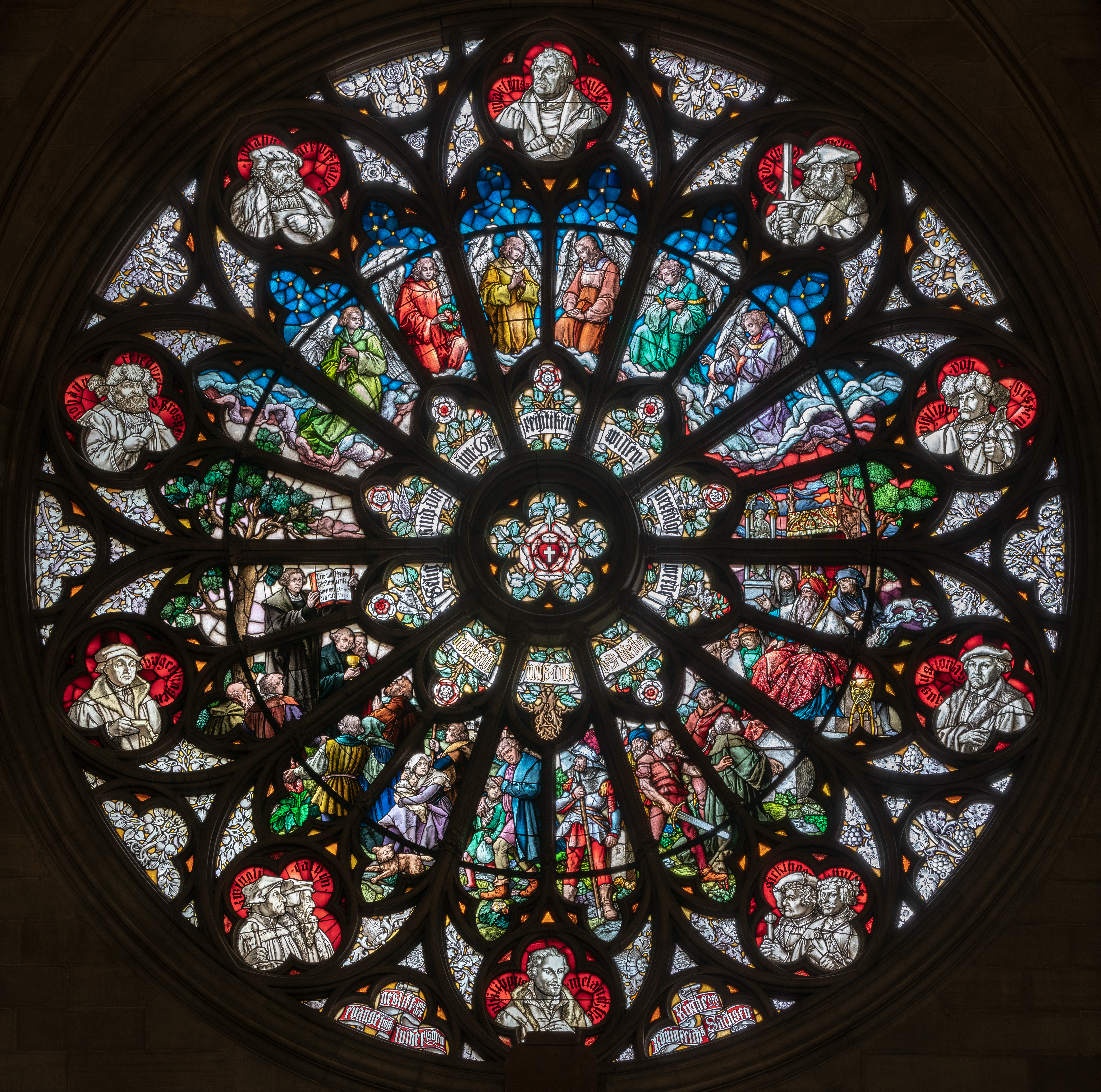
Linke Querhausrose, das sog. Märtyrerfenster

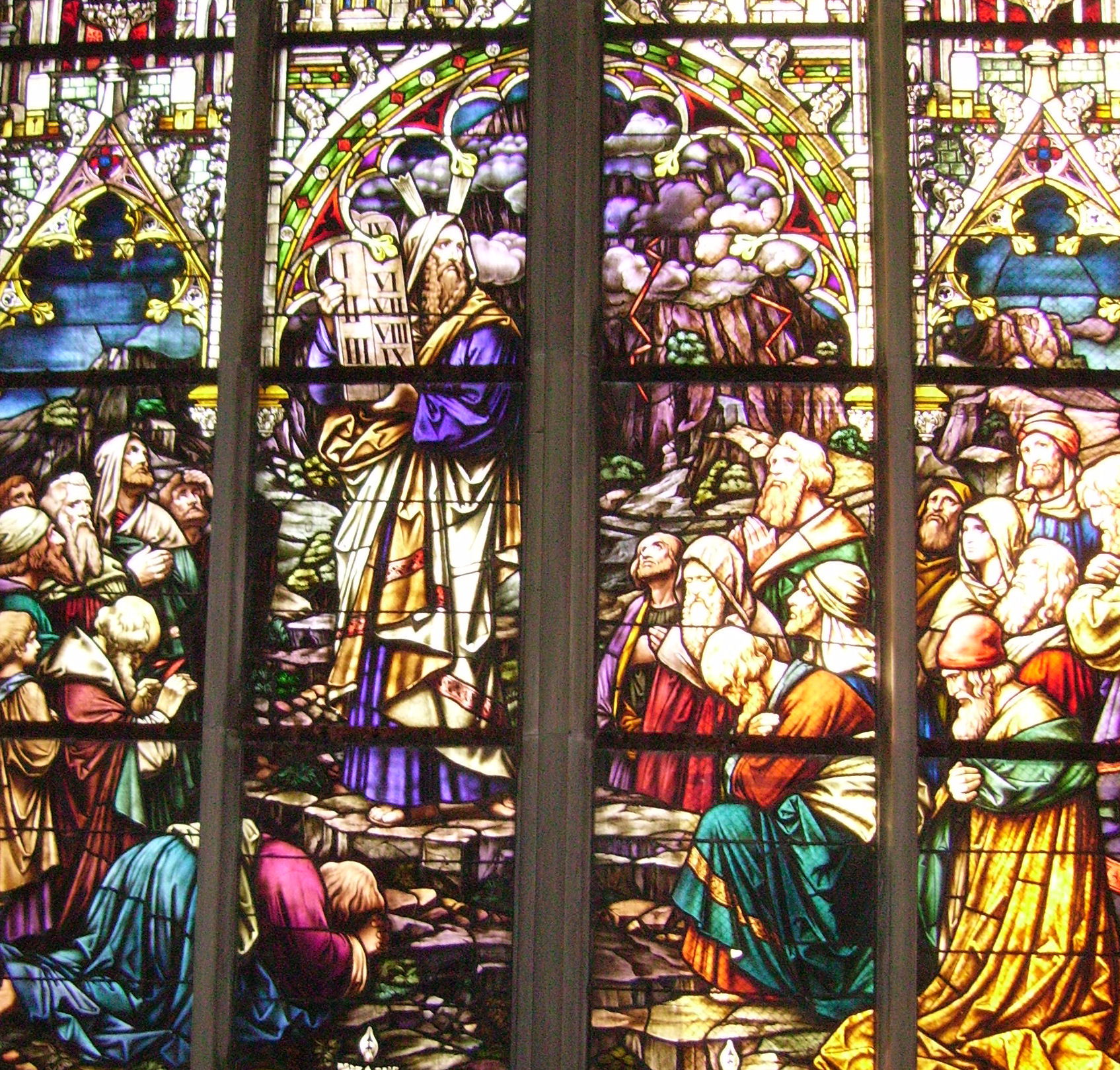
Moses auf dem Berg Sinai

Die drei ersten Großfenster auf der linken Seite stellen drei Berufungen dar:
1. Berufung des Propheten Jesaja (Jesaja brachte vermutlich als Erster die Erwartung auf einen Messias auf.)
2. Berufung des Apostels Paulus (Paulus wandelte sich durch das Damaskuserlebnis vom Christenverfolger zum Anhänger Christi.)
3. Wilhelm Farel beruft Johannes Calvin nach Genf. Die Berufung Calvins im Jahr 1536 wird hier gleichgesetzt mit der Berufung des alttestamentlichen Jesaja und des neutestamentlichen Paulus.
4. Auf dem Karfreitagsfenster wird die Kreuzigung Jesu dargestellt. Diese Darstellung der Passionsgeschichte entspricht der Darstellung des Weihnachtsgeschehens auf der gegenüber liegenden Seite der Kirche.
5. Linke Querhausrose: Märtyrerfenster (Schwerpunkt auf Ereignisse der Kirchengeschichte: Am Nordende des Querschiffs befindet sich das Märtyrerfenster mit einem weißen Kreuz im Zentrum, das aus dem selbst entworfenen Wappen Luthers, der sogenannten Lutherrose, entnommen ist. Männer und Frauen, Alte und Junge werden mit Waffengewalt wegen ihres Glaubens vertrieben. Voran schreiten Geistliche im Talar mit erhobenem Abendmahlskelch und der Bibel. Im Zentrum des Missionsfensters, um die Lutherrose herum, steht der biblische Spruch „Selig sind, die um der Gerechtigkeit willen verfolgt werden.“)
6. Das Osterfenster zeigt die Darstellung des Oster -Morgens, als die Frauen am leeren Grab Jesu stehen und den Engel sehen.
7. Das Tauffenster befindet sich über dem Taufbecken und zeigt, wie Jesus die Kinder segnet.
8. Die Reformatoren Melanchthon und Luther reichen sich die Hand, ein Zeichen dafür, dass sie sich persönlich begegnet sind.
9. Die Darstellung des Apostels Paulus knüpft an Albrecht Dürers Gemälde Vier Apostel an und an die Apostel-Fenster des Augsburger und des Regensburger Doms.
10. Auferstandener und segnender Christus
11. Ursprünglich war an Stelle des Apostels Johannes (parallel zu Paulus) der Apostel Simon Petrus vorgesehen. Doch mit Hinblick auf die katholische Kirche, die den Papst auf Petrus zurückführt, unterblieb dies.
12. Die Reformatoren Ulrich Zwingli und Johannes Calvin reichen sich nicht die Hand, ein Zeichen dafür, dass sie einander nie begegnet sind.
13. Das Abendmahlsfenster bezieht sich nicht auf das Letzte Abendmahl, sondern zeigt Kurfürst Joachim II. von Brandenburg und seine Gemahlin, die erstmals das Altarssakrament unter beiderlei Gestalt genießen (Berlin 1539).
14. Das Weihnachtsfenster zeigt die Verkündigung des Engels an die Hirten.
15. Rechte Querhausrose: Schwerpunkt des Missionsfensters zeigt Ereignisse aus der Bibel: Im Mittelpunkt des Missionsfenster steht das Christuskind. Auf den äußeren Blütenblättern finden sich Porträts der 12 Jünger Jesu und des Apostels Paulus. Dem Apostel Paulus am nächsten stehen die vier Symbole (geflügelter Mensch, Löwe, Stier und Adler) für die vier Evangelisten.
16. Das Gründonnerstagsfenster zeigt Jesus im Garten Gethsemane. Er betet: „Mein Vater, ist’s möglich, so gehe dieser Kelch an mir vorüber; doch nicht wie ich will, sondern wie du willst!“

Die Großfenster über der Empore zeigen auf der rechten Seite drei Ereignisse, mit denen den Menschen Leitlinien des christlichen Lebens verkündet wurden:
1. Das Reformationsfenster zeigt Luthers Thesenanschlag in Wittenberg im Jahr 1517 und wird hier in Beziehung gesetzt zu weiteren Verkündern des „Gotteswillens“, Jesus und Moses.
2. Die Bergpredigt Jesu mit den berühmten Seligpreisungen (Matth. 5,3-12) steht der Form nach in der Tradition der Weisheitsliteratur („Wohl dem, der …“). Ihr Inhalt stellt jedoch die Alltagsmaßstäbe der Glückseligkeit auf den Kopf und verknüpft sie mit geistlicher Armut, Trauer, Sanftmut, Gerechtigkeit, Barmherzigkeit, Pazifismus und Leidensbereitschaft.
3. Moses empfängt die Zehn Gebote auf dem Berg Sinai. Die Zehn Gebote haben im Judentum und Christentum eine grundlegende Bedeutung.

### Altar

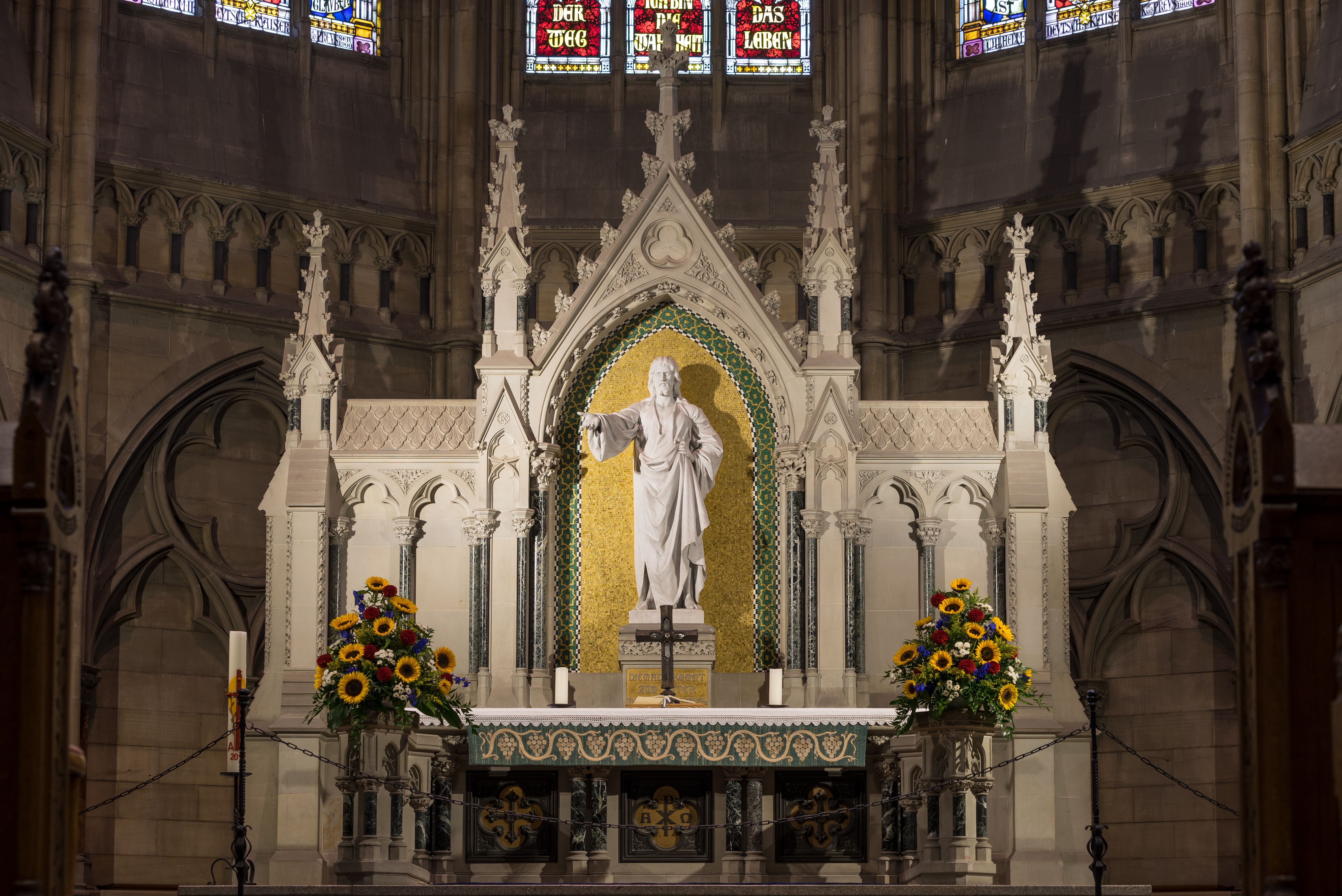
Der Altar

Der Altar der Gedächtniskirche wurde zunächst gemäß der lokalen protestantischen Tradition als einfacher tischförmiger Altar errichtet, den die Stuttgarter Steinmetz-Firma Erfort und Wüst geschaffen hatte. Im Jahr 1908 wurde das Altarretabel hinzugefügt, das gotischen Vorbildern folgt. Vor der zentralen Goldmosaik-Fläche steht eine Statue des „lehrenden Christus“ des Wiesbadener Bildhauers Feihl.

### Lesepult

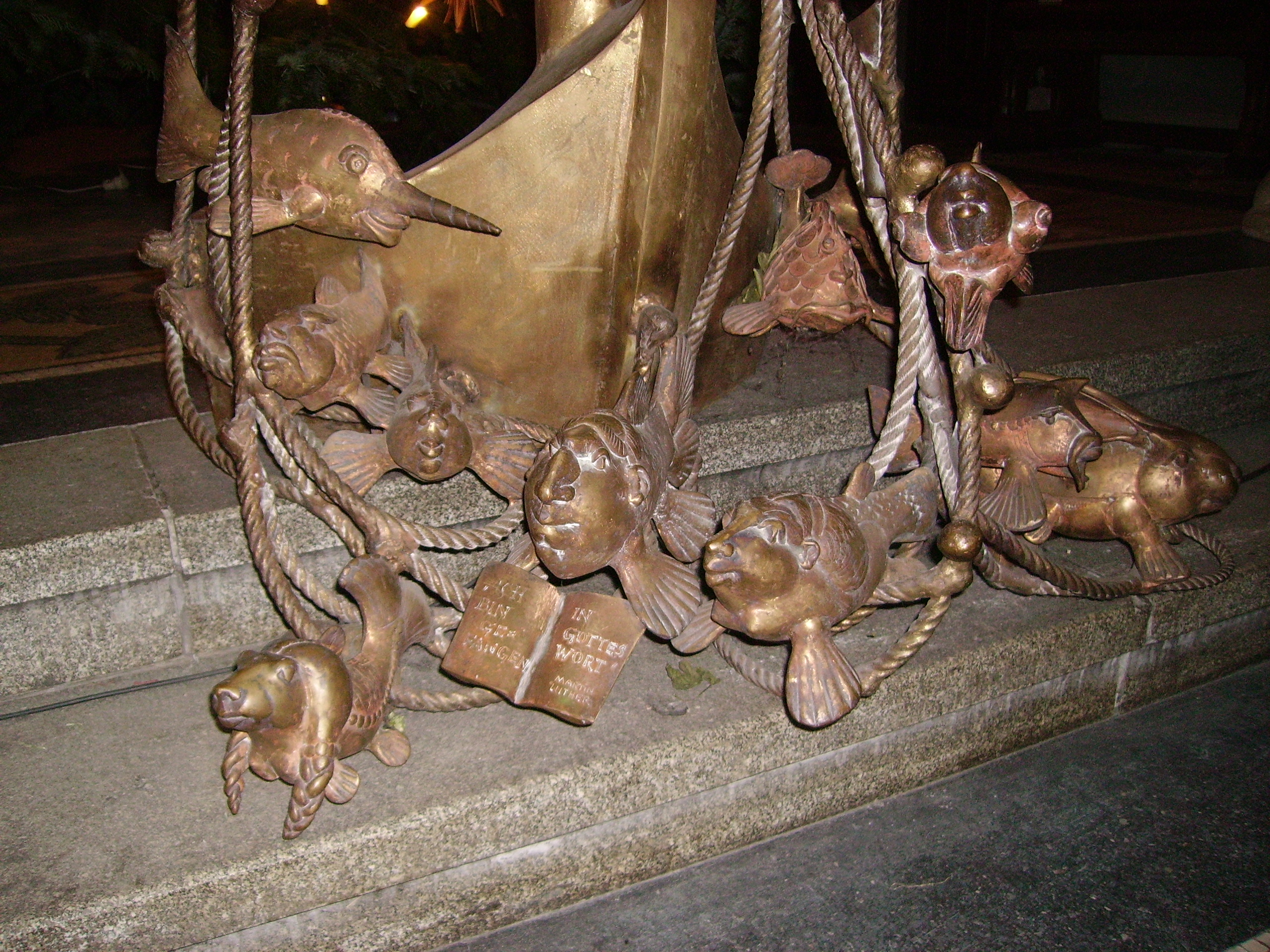
Sockel des Lesepults

Das Lesepult am Altar ist neueren Datums. Es ist ein Werk des pfälzischen Bildhauers Gernot Rumpf, der auch hier, wie an anderen Orten seinen Humor zeigt und Pfälzer Sagenstoff in den Kirchenbau einbringt. Er stellt ein Netz dar und spielt dabei auf das Bibelwort Jesu zu Petrus an: „Von nun an sollst du Menschen fangen.“ Am Lesepult hängt deshalb ein Netz, in dem Fische in Form der pfälzischen Sagengestalten, der Elwetritschen, gefangen werden. Der dicke Fisch mit dem aufgeschlagenen Buch ist Martin Luther, der Fisch mit den Zöpfen neben ihm ist seine Frau Katharina von Bora.

### Kanzel

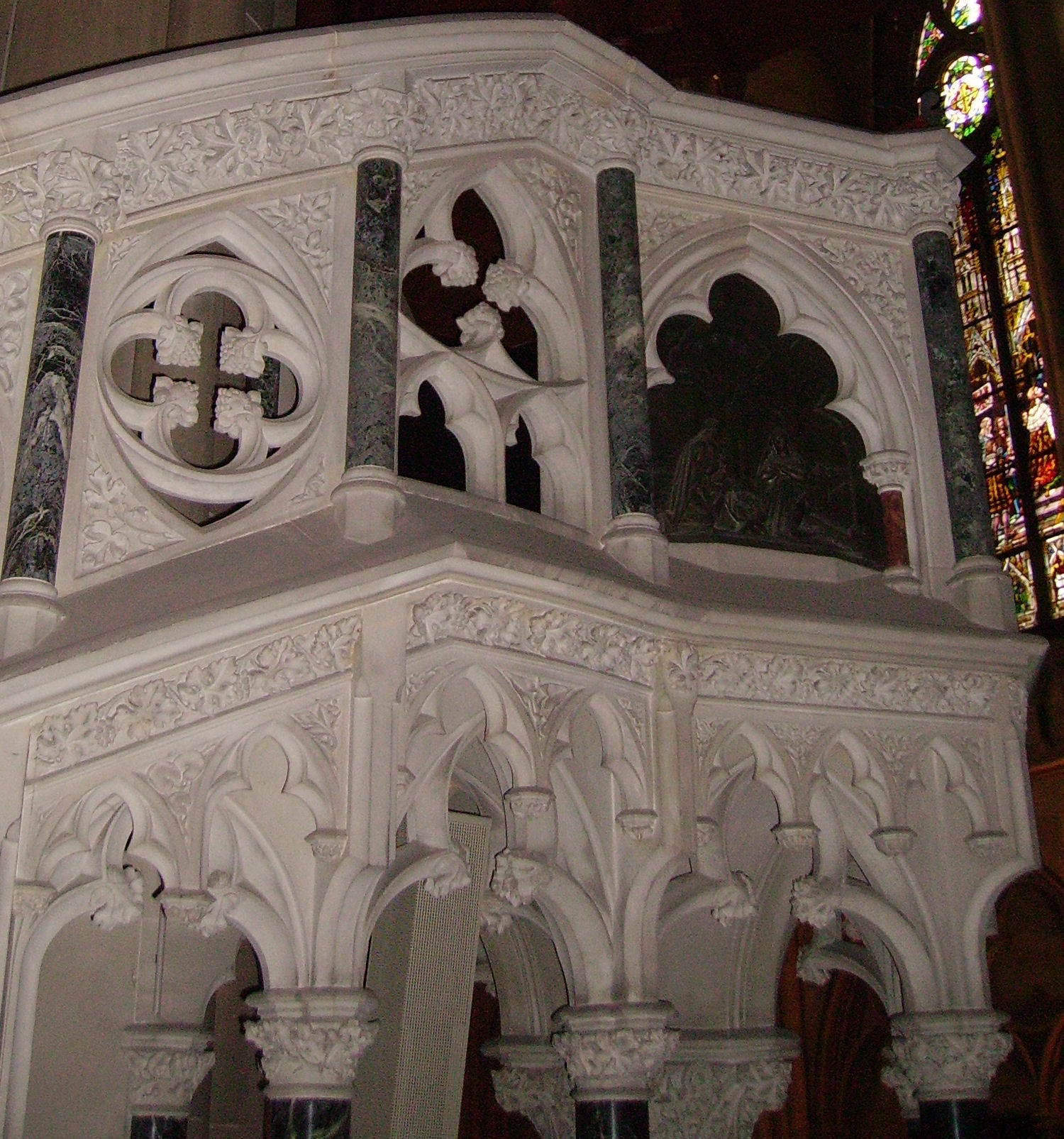
Kanzel (Ausschnitt)

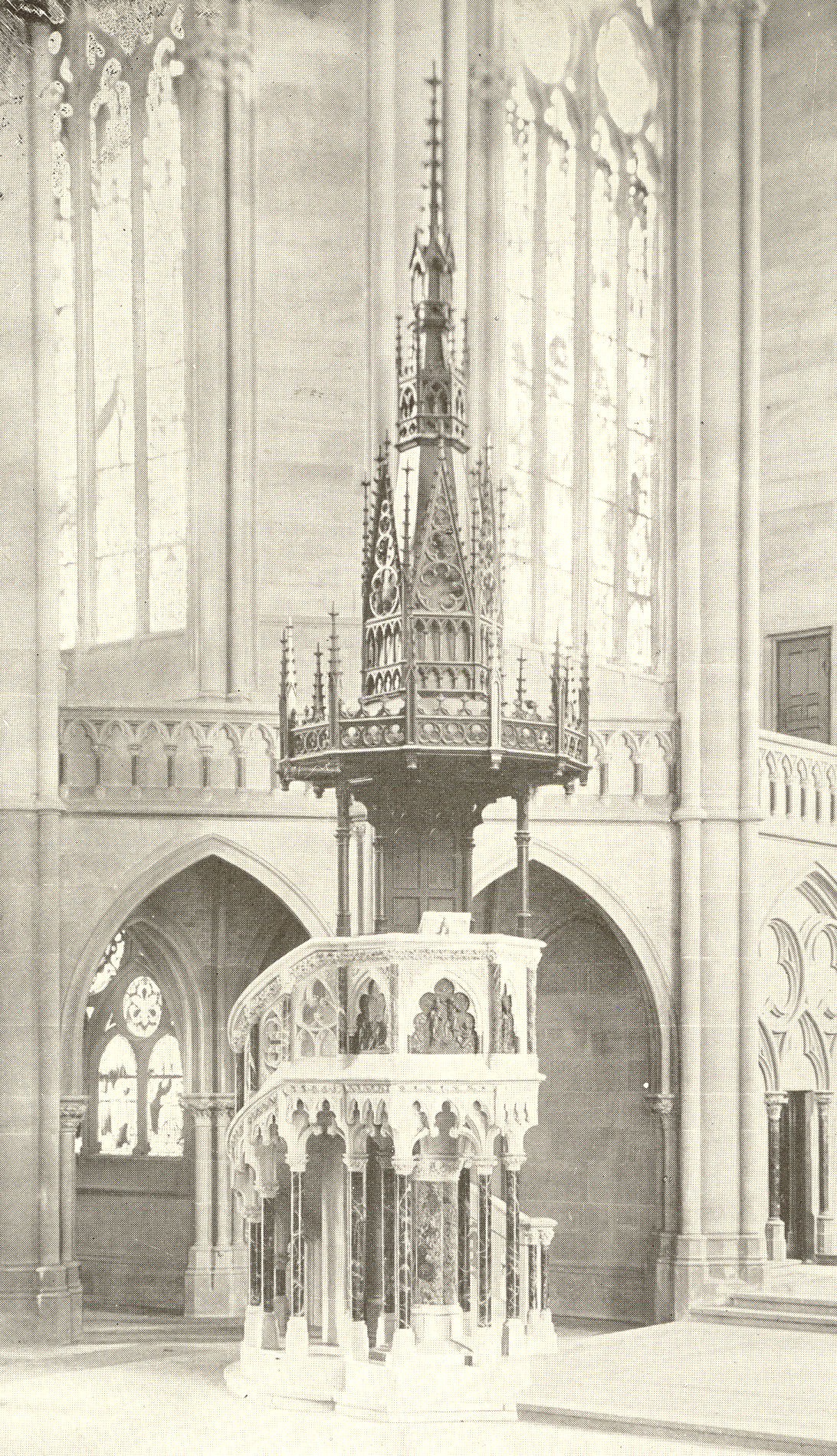
Kanzel

Die Kanzel ist durch einen reichen Aufbau mit verschiedenen Materialien ausgezeichnet. Im Kanzelkorb sind vier Bronzereliefs mit den Darstellungen der Geburt, der Taufe, der Kreuzigung und der Auferstehung Christi eingelassen. Der Kanzeldeckel aus Eichenholz zeigt einen reichen Aufbau in der Art eines gotischen Sakramentshäuschens. Er wurde schon bald nach der Einweihung der Kirche als überladen empfunden, wurde aber nicht entfernt oder vereinfacht.
Für den Unterbau der Kanzel wurden verschiedenfarbige Marmorsorten gewählt:
gelb-weißer Marmor für den Sockel
rot-weißer Marmor für den mittleren Rundpfeiler
grünlicher Marmor für die schlankeren Säulen
hellgrauer Vogesensandstein für Treppenstufen, Treppenbrüstung und Kanzelkorb
Die Kanzel stiftete der US-amerikanische Eisenbahnmagnat John Pierpont Morgan. Die Vierungssäulen sind ein Geschenk von William Ziegler, ebenfalls aus New York.

### Gestühl
Die Eichenbänke zeigen an den Wangen Dekorationsformen, die auch am Bau vorkommen, und Wappen und Namen der Stifter, die von dem Speyerer Holzbildhauer Otto Martin, dem Schöpfer des Dommodells im Historischen Museum der Pfalz in Speyer, geschnitzt wurden. Insgesamt umfasst das Gestühl 1800 Sitzplätze.

## Orgeln

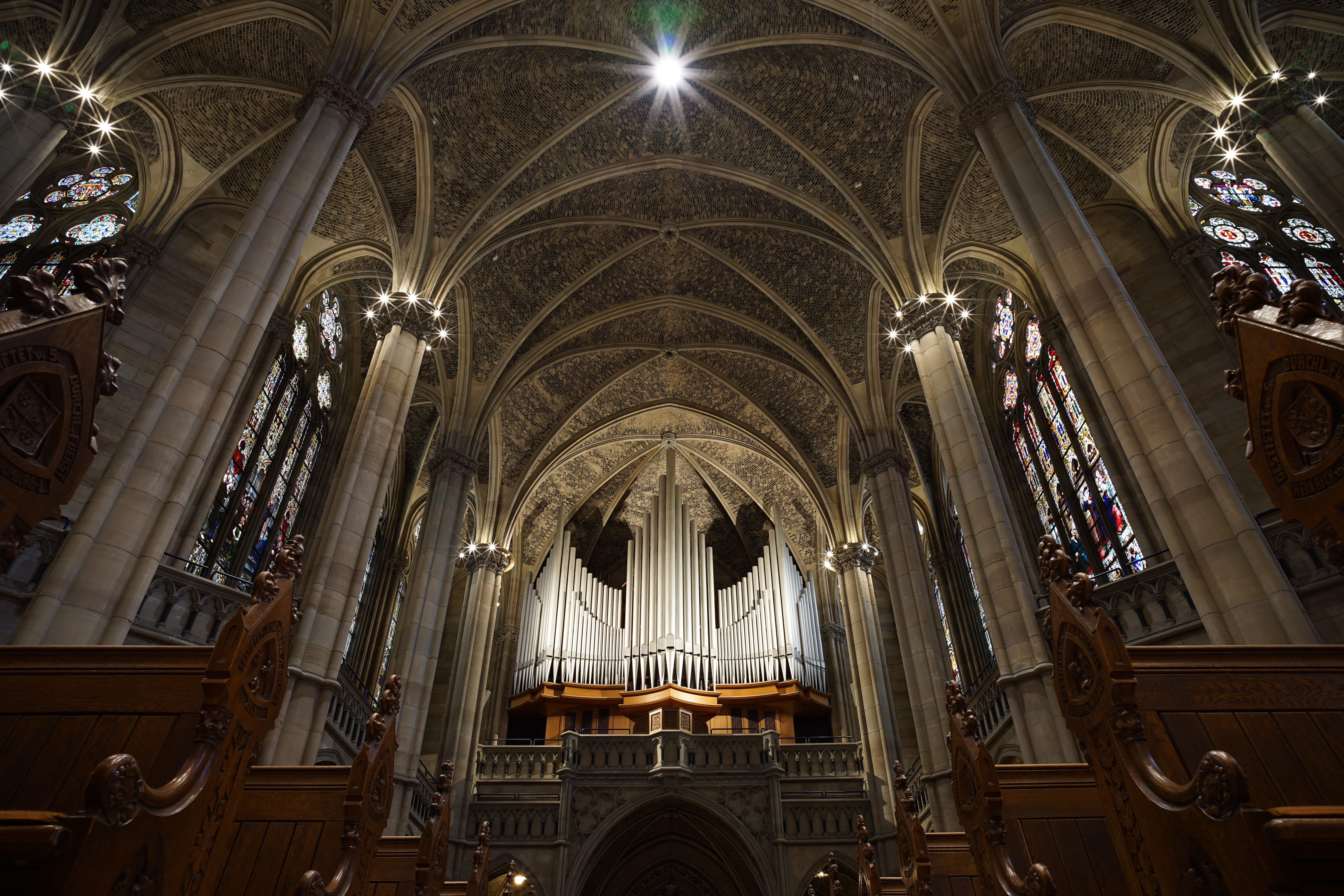
Blick zur Orgelempore

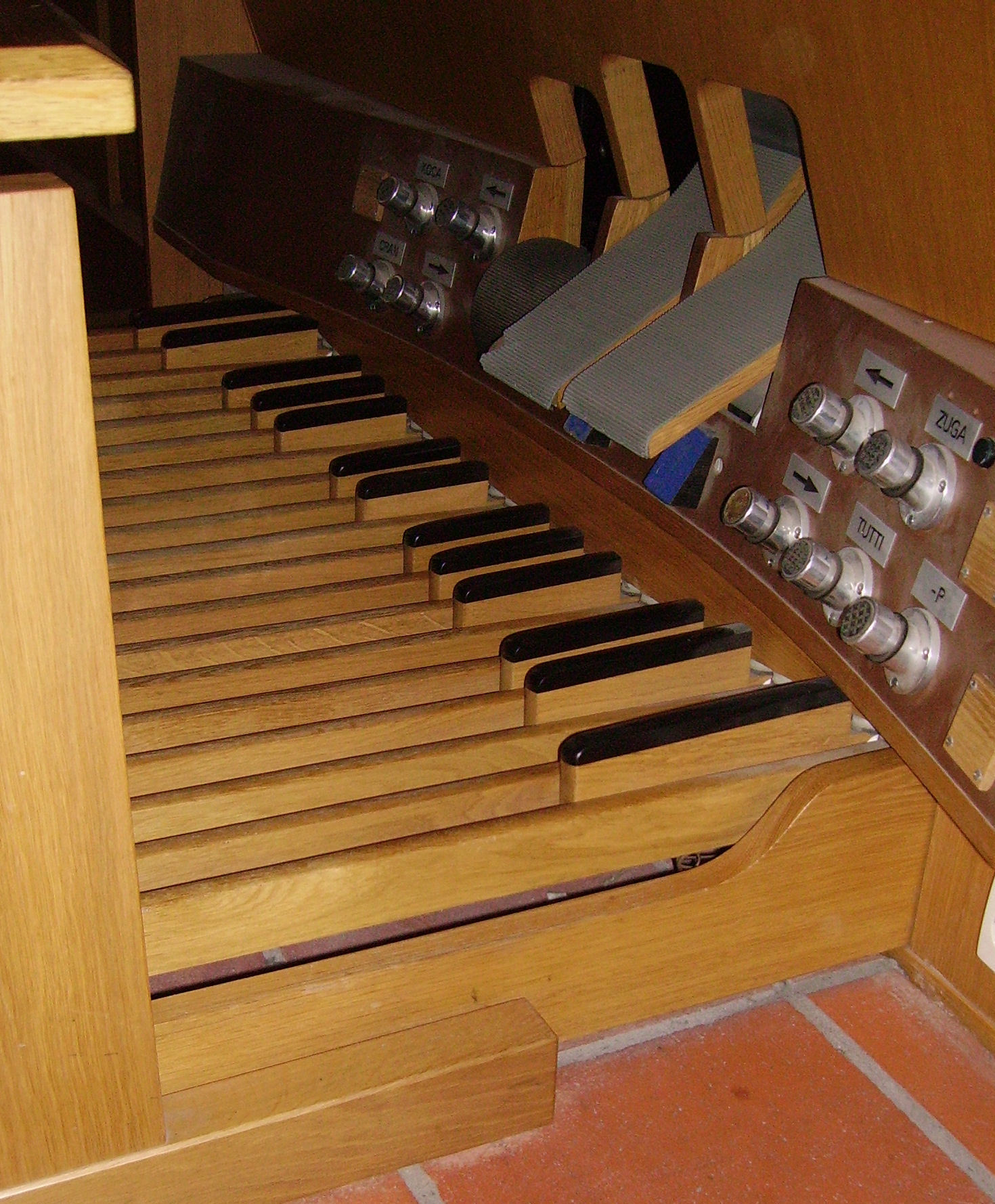
Orgelpedal

Die Gedächtniskirche hat zwei Orgeln.

### Hauptorgel
Die ursprüngliche Orgel, die von der Stuttgarter Orgelbaufirma C. F. Weigle im Jahr 1900 begonnen und von der Oettinger Firma Steinmeyer im Jahr 1902 vollendet wurde, besaß 65 klingende Register, verteilt auf vier Manuale und Pedal. 1938/1939 wurde dieses Werk tiefgreifend von Steinmeyer umgebaut und auf 75 Register erweitert. Aus dieser Zeit stammt auch der nach dem Entwurf des Münchner Bildhauers Hans Miller geschaffene, heute noch erhaltene Freipfeifenprospekt. 
Nach einer erneuten Erweiterungs- und Umbaumaßnahme im Jahr 1963 durch Oberlinger wurde 1979/1980 die heutige Orgel aus der Orgelbauwerkstatt Detlef Kleuker in Bielefeld aufgebaut und in Dienst gestellt; Kleuker übernahm neben dem monumentalen Prospekt auch etliche Register aus der Vorgängerorgel. Mit 95 Registern zählt das Instrument zu den größten Orgeln in Südwestdeutschland mit mechanischer Spieltraktur.
| I Hauptwerk C–c4 |                  |         |
| 01.              | Praestant        | 16′     |
| 02.              | Hohlpfeife       | 16′     |
| 03.              | Prinzipal        | 08′     |
| 04.              | Oktave           | 08′     |
| 05.              | Holzflöte        | 08′     |
| 06.              | Viola da Gamba 0 | 08′     |
| 07.              | Quinte           | 05 1⁄3′ |
| 08.              | Oktave           | 04′     |
| 09.              | Weitprinzipal    | 04′     |
| 10.              | Blockflöte       | 04′     |
| 11.              | Quinte           | 02 ⁄3′  |
| 12.              | Superoktave      | 02′     |
| 13.              | Mixtur IV        | 02′     |
| 14.              | Scharf V         | 02⁄3′   |
| 15.              | Zimbel III       | 01⁄4′   |
| 16.              | Trompete         | 16′     |
| 17.              | Trompete         | 08′     |
| 18.              | Clairon          | 04′     |

| II Unterwerk C–c4 |                  |        |
| 19.               | Prinzipal        | 08′    |
| 20.               | Copula           | 08′    |
| 21.               | Oktave           | 04′    |
| 22.               | Rohrflöte        | 04′    |
| 23.               | Quintade         | 04′    |
| 24.               | Oktave           | 02′    |
| 25.               | Waldflöte        | 02′    |
| 26.               | Larigot          | 01 ⁄3′ |
| 27.               | Nachthorn        | 01′    |
| 28.               | Mixtur IV        | 01 ⁄3′ |
| 29.               | Zimbel III       | 01⁄2′  |
| 30.               | Sesquialter II 0 | 02 ⁄3′ |
| 31.               | Carillon III     |        |
| 32.               | Rankett          | 16′    |
| 33.               | Krummhorn        | 08′    |
| 34.               | Harfenregal      | 08′    |
|                   | Tremulant        |        |
|                   | Celesta          |        |

| III Schwellwerk C–c4 |                   |         |
| 35.                  | Bourdon           | 16′     |
| 36.                  | Prinzipal         | 08′     |
| 37.                  | Flûte harmonique  | 08′     |
| 38.                  | Holzgedackt       | 08′     |
| 39.                  | Salicional        | 08′     |
| 40.                  | Geigenschwebung 0 | 08′     |
| 41.                  | Oktave            | 04′     |
| 42.                  | Flûte traversière | 04′     |
| 43.                  | Spitzgambe        | 04′     |
| 44.                  | Nazard            | 02 ⁄3′  |
| 45.                  | Doublette         | 02′     |
| 46.                  | Gemshorn          | 02′     |
| 47.                  | Tierce            | 01 3⁄5′ |
| 48.                  | Septième          | 01 ⁄7′  |
| 49.                  | Fourniture III    | 02 ⁄3′  |
| 50.                  | Mixtur V          | 01 ⁄3′  |
| 51.                  | Glockenzimbel III | 01⁄3′   |
| 52.                  | Basson            | 16′     |
| 53.                  | Trompette harm.   | 08′     |
| 54.                  | Hautbois          | 08′     |
| 55.                  | Clairon           | 04′     |
|                      | Tremulant         |         |

| IV Kronwerk C–c4 |               |     |
| 56.              | Grobgedackt 0 | 08′ |
| 57.              | Quintade      | 08′ |
| 58.              | Prinzipal     | 04′ |
| 59.              | Koppelflöte   | 04′ |
| 60.              | Flachflöte    | 02′ |
| 61.              | Scharf V      | 01′ |
| 62.              | Terzian II    |     |
| 63.              | Holzdulcian   | 16′ |
| 64.              | Vox humana 0  | 08′ |
| 65.              | Schalmei      | 04′ |

| V Bombardenwerk C–c4 |                      |     |
| 66.                  | Bourdon              | 08′ |
| 67.                  | Flûte                | 04′ |
| 68.                  | Cornet V             | 08′ |
| 69.                  | Plein Jeu VIII       | 02′ |
| 70.                  | Bombarde en chamade  | 16′ |
| 71.                  | Trompette en chamade | 08′ |
| 72.                  | Trompette            | 08′ |
| 73.                  | Clairon              | 04′ |

| Pedal C–g1 |             |         |
| 74.        | Prinzipal 0 | 32′     |
| 75.        | Prinzipal   | 16′     |
| 76.        | Subbass     | 16′     |
| 77.        | Gedackt     | 16′     |
| 78.        | Violon      | 16′     |
| 79.        | Quinte      | 10 2⁄3′ |

| (Fortsetzung Pedal) |              |     |
| 80.                 | Oktavebass 0 | 08′ |
| 81.                 | Bassflöte    | 08′ |
| 82.                 | Gambe        | 08′ |
| 83.                 | Choralbass   | 04′ |
| 84.                 | Quintadena   | 04′ |

| (Fortsetzung Pedal) |               |         |
| 85.                 | Blockflöte    | 02′     |
| 86.                 | Rohrpfeife    | 01′     |
| 87.                 | Mixtur 1 IV   | 04′     |
| 88.                 | Mixtur 2 IV   | 02′     |
| 89.                 | Basszink IV 0 | 05 1⁄3′ |

| (Fortsetzung Pedal) |                 |     |
| 90.                 | Bombarde        | 32′ |
| 91.                 | Posaune         | 16′ |
| 92.                 | Fagott          | 16′ |
| 93.                 | Trompete        | 08′ |
| 94.                 | Lure            | 04′ |
| 95.                 | Singend Regal 0 | 02′ |

- Koppeln: II/I, III/I, III/II, IV/I, IV/II, V/I, V/II, V/IV, I/P, II/P, III/P, IV/P, V/P
- Spielhilfen: Feste Kombinationen (Tutti, Walze/Walze ab, Absteller für 16′/32′-Zungen: general und einzeln), 16fache Setzeranlage

### Chororgel
Seit 1956 gibt es hinter dem Altarretabel eine Chororgel. Das erste Instrument wurde von der Orgelbaufirma Oberlinger (Windesheim) mit 13 Registern erbaut; der Spieltisch stand hinter der Kanzel. Diese Orgel wurde 2021 durch einen Neubau der Orgelbaufirma Klais ersetzt. Das neue Instrument hat 25 Register auf zwei Manualwerken und Pedal. Das Pfeifenwerk ist – mit Ausnahme einiger Pedalpfeien – in einem massiven Eichengehäuse untergebracht, das als Schwellwerk (mit Austrittsöffnungen zur Seite und nach oben) ausgestaltet ist und durch zwei Schwelltritte bedient werden kann. Die Spieltrakturen der Manualwerke sind mechanisch, die des Pedalwerks elektrisch. Der Spieltisch ist auf der linken Seite direkt an das Orgelwerk angebaut.
| I Hauptwerk C–c4 |                    |     |
| 1.               | Lieblich Gedackt 0 | 16‘ |
| 2.               | Principal          | 08‘ |
| 3.               | Bordunalflöte      | 08‘ |
| 4.               | Dulciana           | 08‘ |
| 5.               | Octave             | 04‘ |
| 6.               | Flauto amabile     | 04‘ |
| 7.               | Rauschpfeife IV    | 02‘ |
| 8.               | Trompete           | 08‘ |

| II Manualwerk C–c4 |                        |       |
| 09.                | Concertflöte           | 8‘    |
| 10.                | Aeoline                | 8‘    |
| 11.                | Vox coelestis (ab G) 0 | 8‘    |
| 12.                | Fugara                 | 4‘    |
| 13.                | Traversflöte           | 4‘    |
| 14.                | Flautino               | 2‘    |
| 15.                | Cornettino III         | 2 ⁄3‘ |
| 16.                | Horn                   | 8‘    |
| 17.                | Oboe                   | 8‘    |
|                    | Tremulant              |       |

| Pedalwerk C–g1 |                            |     |
| 18.            | Untersatz (akk.)           | 32‘ |
| 19.            | Majorbass                  | 16‘ |
| 20.            | Subbass (= Nr. 1)          | 16‘ |
| 21.            | Flûte (Ext. Nr. 19)        | 08‘ |
| 22.            | Gedecktbass (Ext. Nr. 1)   | 08‘ |
| 23.            | Octavbass                  | 04‘ |
| 24.            | Posaune                    | 16‘ |
| 25.            | Basstrompete (Ext. Nr. 24) | 08‘ |

- Koppeln: II/I, I/P, II/P; II/I und II/II jeweils als Sub- und Superoktavkoppeln; II/P als Superoktavkoppel

## Glocken
Von den ursprünglichen Glocken, die Franz Schilling in Apolda gegossen hatte, wurde die am 14. Februar 1900 gegossene, von Kaiser Wilhelm II. gestiftete, Kaiserglocke (f0, 9.130 Kilogramm) 1942 zum Einschmelzen für Kriegszwecke auf den Glockenfriedhof Hamburg gebracht. Sie trug neben dem Bildnis Kaiser Wilhelms I. die Inschrift „Welch eine Wendung durch Gottes Fügung!“ – ein (angeblicher) Ausspruch des Kaisers während der Schlacht von Sedan. Die vier übrigen 1903 gegossenen Glocken, Gustav-Adolf-Glocke (as0, 4.660 Kilogramm), Martin-Luther-Glocke (b0, 3.298 Kilogramm), Bayernglocke (c1, 2.800 Kilogramm) und die Evangelische Arbeitervereinsglocke (es1, 1.250 Kilogramm) kehrten nach Kriegsende zurück. Sie waren aber von so geringer Qualität, dass sie für ein neues Geläute kaum infrage kamen. Da jedoch erhebliche Kosten mit der Beschaffung eines komplett neu zu gießenden Geläutes verbunden waren, holte der Bauverein der Gedächtniskirche zuvor noch ein Gutachten von Kirchenrat Schildge (Stuttgart) ein, der dann am 26. Juli 1957 an den Vorsitzenden des Bauvereins, Oberkirchenrat D. Schaller, schrieb „Wenn von dem amtl. Glockensachverständigen der protestantischen Landeskirche der Pfalz -Theo Fehn- vorgeschlagen wurde, die vorhandenen 4 Glocken einzuschmelzen und ein von Grund auf neues Geläute zu beschaffen, so muss dem beigepflichtet werden …“ So wurde nach der auf die filigrane Turmform und Sangesfreude innerhalb des evangelischen Glaubens abgestimmten Disposition von Theo Fehn mit 8 sich über fast 2 Oktaven erstreckende Glocken in weit gespannter Rippenprogression, im Jahr 1959 ein vollständig neues Geläute bei der Karlsruher Glockengießerei Bachert in Auftrag gegeben. Dieses wurde in Konzeption und Feinanpassung des Tonaufbaus noch in der Giesserei auf Halbtonsechzehntel genau von Theo Fehn eingestimmt sowie an die übrigen 5 Geläute der Stadt Speyer angepasst. Die aus Spenden angeschafften Glocken tragen die Namen bekannter Reformatoren und ihrer Mitarbeiter sowie des um das Luthertum verdienten Schwedenkönigs Gustav Adolf. Es gilt mit seinem freudig strahlenden, reinen, ausgewogenen und harmonischen Klang als das schönste Großgeläute der Pfalz.
Der Uhrschlag wurde auf Vorschlag des Glockensachverständigen dem Westminsterschlag im Elizabeth Tower nachempfunden.
| Nr. | Name               | Gussjahr | Gießer, Gussort                    | Durchmesser (mm) | Gewicht (kg) | Nominal (HT-1/16) |
| --- | ------------------ | -------- | ---------------------------------- | ---------------- | ------------ | ----------------- |
| 1   | Martin Luther      | 1959     | Glockengießerei Bachert, Karlsruhe | 2333             | 7450         | f0 +1             |
| 2   | Johannes Calvin    | 1959     | Glockengießerei Bachert, Karlsruhe | 1957             | 4452         | as0 +3            |
| 3   | Huldrych Zwingli   | 1959     | Glockengießerei Bachert, Karlsruhe | 1595             | 2530         | c1 +2             |
| 4   | Gustav Adolf       | 1959     | Glockengießerei Bachert, Karlsruhe | 1331             | 1578         | es1 +5            |
| 5   | Philipp Melanchton | 1959     | Glockengießerei Bachert, Karlsruhe | 1162             | 1106         | f1 +4             |
| 6   | Martin Butzer      | 1959     | Glockengießerei Bachert, Karlsruhe | 1006             | 729          | as1 +7            |
| 7   | Zacharias Ursinus  | 1959     | Glockengießerei Bachert, Karlsruhe | 934              | 627          | b1 +6             |
| 8   | Johannes Bader     | 1959     | Glockengießerei Bachert, Karlsruhe | 835              | 443          | c2 +5             |

## Chronik

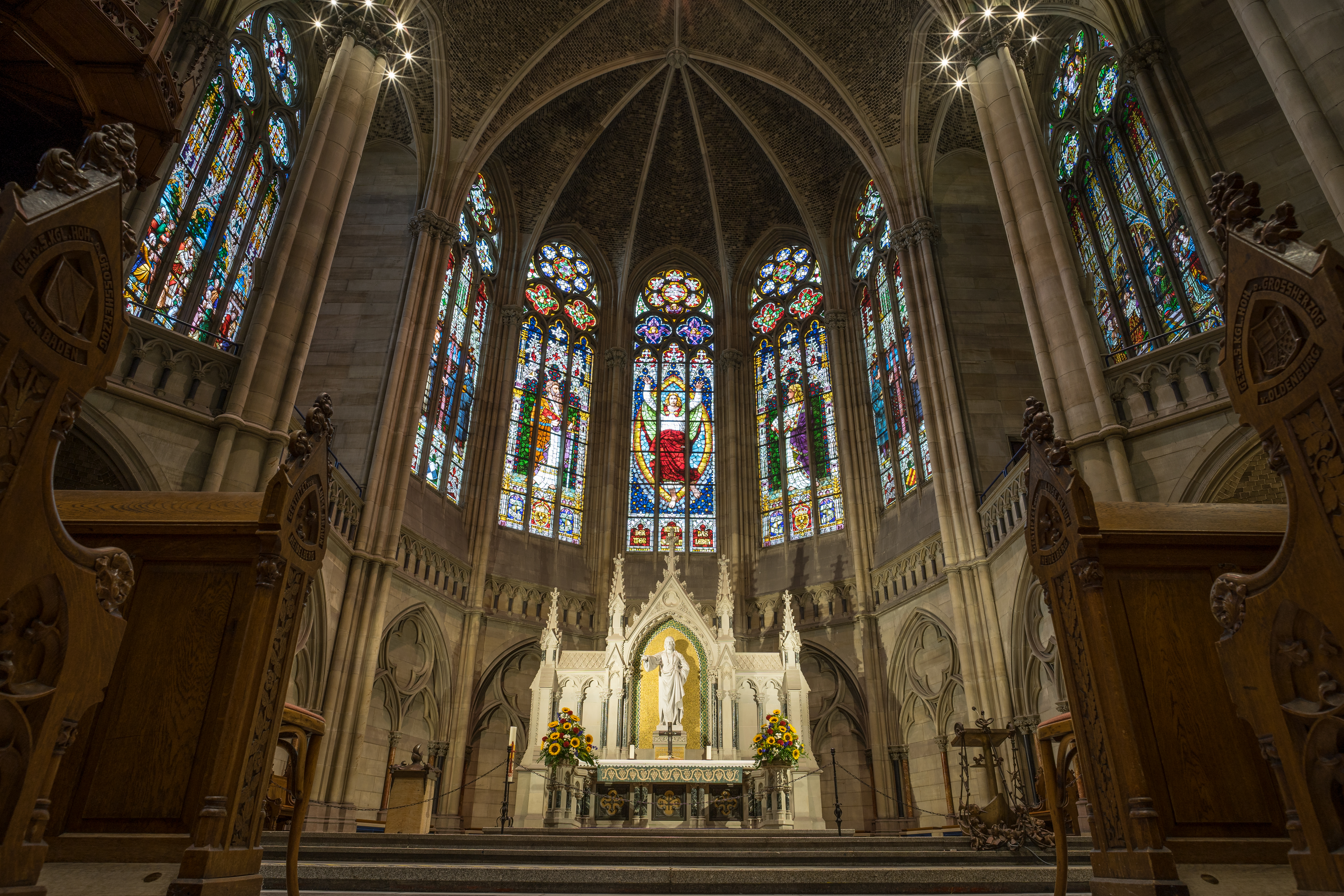
Altar und Kaiserchor

- 1857: Gründung des Retscher-Vereins, des ersten Bauvereins, mit dem Ziel zur Erinnerung an die feierliche Protestation der evangelischen Minderheit auf dem Reichstag 1529 eine Kirche zu bauen. Da man damals annahm, der Reichstag habe im Retscher genannten Patrizierhaus der Familie Retschelinus stattgefunden, sollte dort hinter der Dreifaltigkeitskirche die Retscher-Kirche gebaut werden. Noch heute bezeichnen viele alteingessene Speyerer die Gedächtniskirche als Retscherkirche.
- 1882: Der Verein benennt sich um in Verein zur Erbauung der Gedächtniskirche der Protestation von 1529
- 1883: Festlegung des Bauplatzes und Architektenausschreibung
- 1884: Unter 48 Entwürfen werden die Essener Architekten Nordmann und Flügge ausgewählt.
- 1891: Erster Spatenstich in Anwesenheit des ersten Großspenders Heinrich Hilgard
- 24. August 1893: Grundsteinlegung im Bereich der heutigen Kanzel
- 1900 Fertigstellung des Rohbaus von Kirche und Turm
- 31. August 1904: Einweihung der Kirche in vier Gottesdiensten
- 1929: Das Gedenken an die 400. Wiederkehr des Reichstages und die Erbauung der Kirche zieht über 100.000 Besucher an.
- 1961–1969: Instandsetzung des Kirchenschiffes durch Reinigung und Imprägnierung der Steine, teilweise Steinaustausch.
- 1973–1977: Instandsetzung des Turmes durch Reinigung und Imprägnierung der Steine, teilweise Steinaustausch.
- 1991–1997: starke Schäden am Nordgiebel mit Steinschlag führen zu dessen Einrüstung, dem die Einrüstung des Turmhelms zur Schadensaufnahme und Sicherung folgt.
- 28.–29. April 1998: Kolloquium mit allen bedeutenden Baumeistern von Domen und Münstern von Köln bis Straßburg, von Freiburg bis Ulm und Fachleuten von Universitäten zum Sanierungskonzept unter Leitung von Oberkirchenrat Zeitler zur Gewinnung eines umfassenden und langfristig wirksamen Sanierungskonzepts.
- 1998: Sanierung auf Basis der Planung an einer Musterachse des Turms, Dokumentation und Prüfung der Ergebnisse. Gleichzeitig Gründung des zweiten Bauvereins.
- 1999–2009: Gründliche Komplettsanierung nach dem gefundenen und erprobten Konzept durch die Mannheimer Firma Hanbuch.
  - 1998–2001: Sanierung Turmhelm: Kosten 2.217.842,30 €
  - 2000–2002: Sanierung Mittelteil Turm: Kosten 1.895.414,73 €
  - 2003–2004: Sanierung Turmbasis, Gedächtnishalle und vordere Seitentürmchen: Kosten 1,733.058,55
  - 2004–2009: Sanierung Querhaus: Kosten 3.143.056,21 €
  - 2005–2009: Sanierung Langhaus: Kosten 517.439,07 €
  - 2007–2009: Sanierung Ostabschluss: Kosten 2.147.399,55 €[6]

## Rezeption
Die Begeisterung über den Bau der Gedächtniskirche war nicht nur unter den Protestanten geteilt.

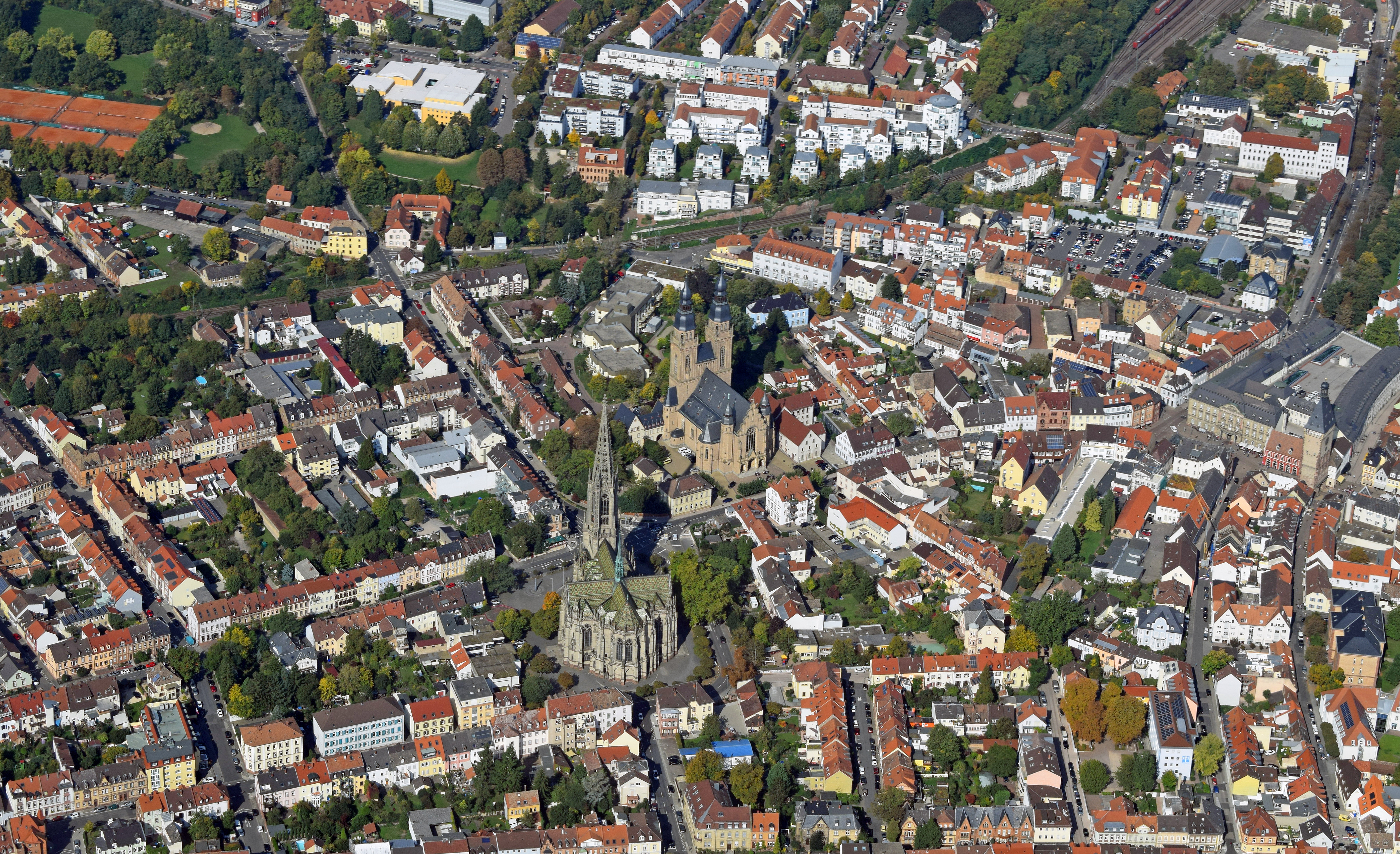
Luftbild der Gedächtniskirche der Protestation in Speyer (links); rechts dahinter die St.-Josephs-Kirche, die als Reaktion auf die Gedächtniskirche gebaut wurde.

### Josephskirche

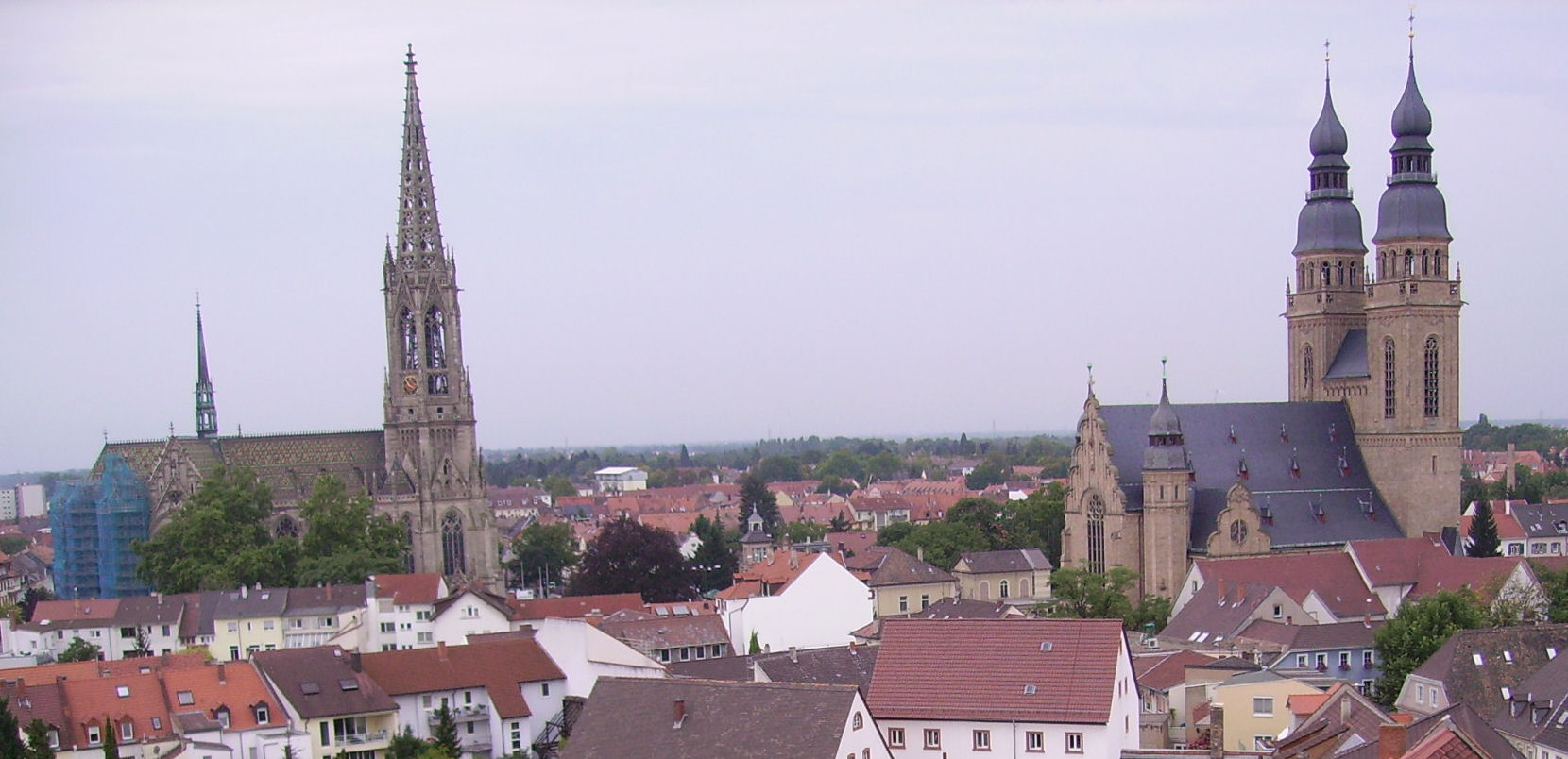
Gedächtniskirche und Josephskirche vom Altpörtel aus

Auch die Katholiken konnten sich mit dem „protestantischen Dom“ nicht anfreunden. Als der Verein zur Erbauung der Gedächtniskirche seinen Bauplatz am damaligen Stadtrand erwarb, bemühten sich die Katholiken um einen Bauplatz in unmittelbarer Nähe. Und so wurde im Jahr 1887 ein katholischer Kirchenbauverein gegründet. 1912 wurde der Grundstein in unmittelbarer Nähe der Gedächtniskirche gelegt und schon im Jahr 1914 konnte die Kirche dem Patron der Kurpfalz und dem Schutzpatron der Arbeiter, dem Heiligen Joseph, geweiht werden. Sie wurde laut Chronik der Josephskirche als ein „Zeichen der Liebe zur bayerischen Heimat und der Treue zum bayerischen Königshaus“ verstanden.
Bezüglich der Baustile von St. Joseph und Gedächtniskirche heißt es: „katholische Vielfalt gegenüber protestantischer Strenge“. Der Mainzer Dombaumeister Ludwig Becker entwarf den Plan mit Formen des Jugendstils, der Spätgotik, des Barock und der Renaissance. Die Josephskirche sollte sich nämlich stark vom Stil des Speyrer Doms und der Gedächtniskirche unterscheiden.

### Kaiser WilhelmII.

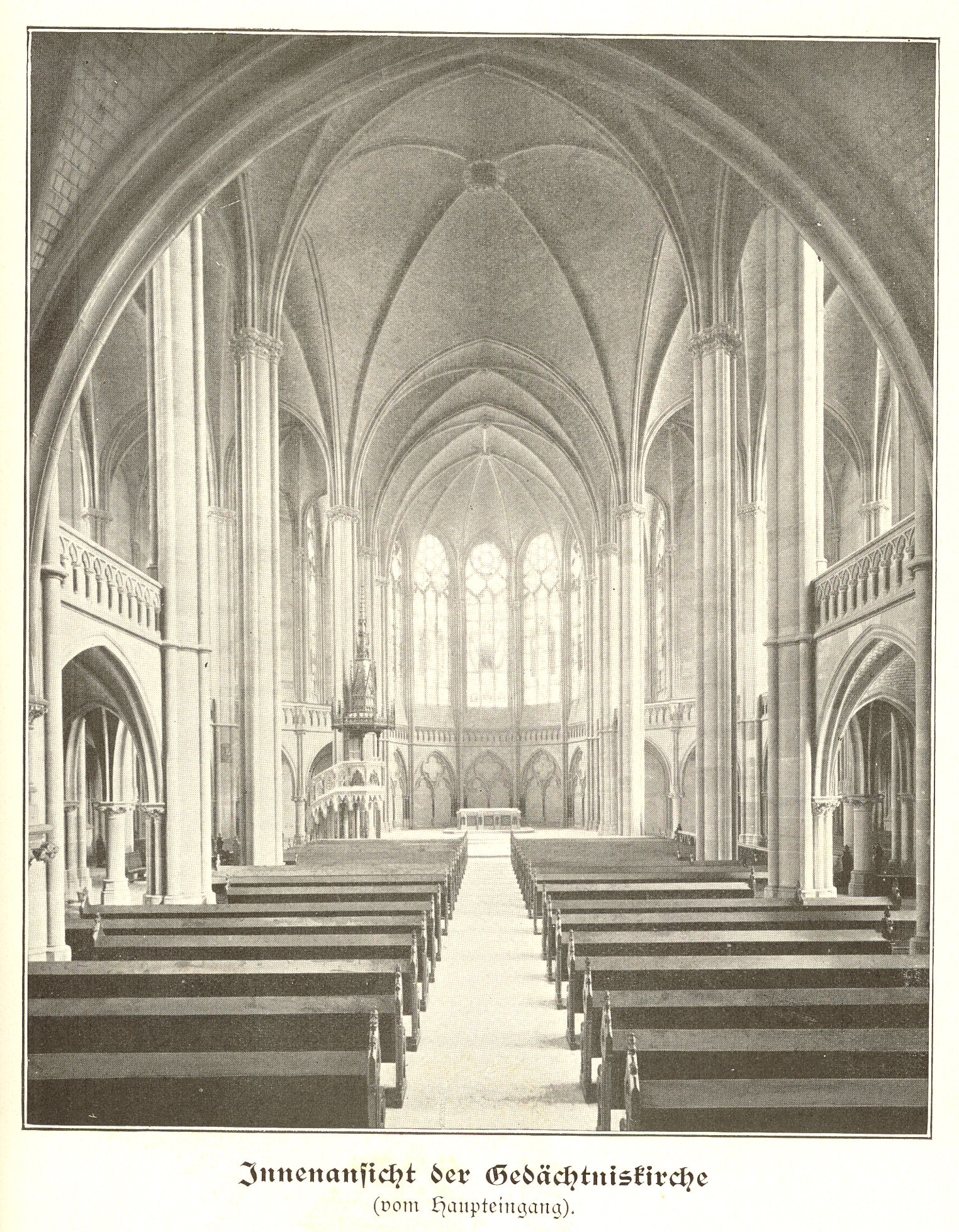
Historische Innenansicht

Einer der entscheidenden Förderer des Baus war das preußische Königshaus. Die fünf Großfenster des Chorpolygons werden aufgrund der Stiftungen von Kaiser Wilhelm II. und seiner Gemahlin Kaiserin Auguste Viktoria, auch als Kaiserchor bezeichnet. Wilhelm II. bevorzugte als Baustil eher die Romanik wegen des französischen Ursprungs der Gotik. Der Kaiser wurde als „werbewirksamer Faktor“ eingesetzt. Im Zusammenhang mit dieser Förderung gab es auch „gehässige, feindselige Äußerungen“ von katholischer Seite.
Dies war auch der Hauptgrund, weshalb der Kaiser nicht zur Einweihungsfeier im Jahr 1904 kam:

„Einen weiteren Mißton gab es bei dem Feste dadurch, dass Kaiser Wilhelm II. als evangelischer Fürst angeblich aus Gründen der ‚Hofetikette‘, in Wirklichkeit, um nicht bei der katholischen Kirche und Zentrumspartei Anstoß zu erregen, der Einladung keine Folge leistete und durch dieses Verhalten auch andere evangelische Fürsten davon abhielt.“

Kaiser Wilhelm ließ sich bei der Einweihung durch Prinz Otto zu Sayn-Wittgenstein-Berleburg vertreten und sah die von ihm so geförderte Kirche erst bei einem Besuch der Stadt Speyer im Jahr 1917.

### Karl Barth
In den 1950er Jahren gab es Planungen, die Kirchenfenster, die dem Zeitgeschmack nicht mehr entsprachen, vollständig auszuwechseln. Symptomatisch für die Kritik ist die dem Schweizer Theologen Karl Barth – wohl zu Unrecht – zugeschriebene Äußerung, der anlässlich einer Besichtigung der Gedächtniskirche, anstatt – wie erwartet – seine Begeisterung für die Gedächtniskirche zu äußern, gesagt haben soll, dass „wohl im Krieg eine Bombe zu wenig in Speyer gefallen“ sei.

### Situation heute
Die Gedächtniskirche ist die Hauptkirche der Evangelischen Kirche der Pfalz, deren Hauptverwaltung in unmittelbarer Nähe des Speyrer Doms untergebracht ist.
Zur Hundertjahrfeier im Jahr 2004 wurde die Gedächtniskirche mit großem finanziellem Aufwand renoviert. Dies rief einigen Unmut unter den Angehörigen der pfälzischen Landeskirche hervor, da die Gemeinden im Rahmen einer strikten Sparpolitik ihre Bautätigkeiten einschränken mussten.
Der erste Täufling, der 1904 in der gerade eingeweihten Gedächtniskirche getauft wurde, war Frau Gertrud Cantzler, die 2004 zusammen mit ihrer Taufkirche ihren 100. Geburtstag feierte. Sie starb mit 104 Jahren in der Nacht auf den 26. April 2009. Gerade an diesem Sonntag wurde die Vollendung der 12-jährigen Sanierungsphase der Gedächtniskirche mit einem Festgottesdienst gefeiert.